# Serie A 2020-2021
La Serie A 2020-2021 è stata la 119ª edizione della massima serie del campionato italiano di calcio (l'89ª a girone unico), disputata tra il 19 settembre 2020 e il 23 maggio 2021 e conclusa con la vittoria dell'Inter, al suo diciannovesimo titolo.
Capocannoniere del torneo è stato Cristiano Ronaldo (Juventus) con 29 reti.

## Stagione

### Novità
A sostituire Lecce, Brescia e SPAL, retrocesse in Serie B nella stagione precedente, ci sono Benevento, vincitore della Serie B 2019-2020 e tornato nella massima serie dopo due stagioni d'assenza, Crotone, tornato anch'esso dopo due stagioni d'assenza, e Spezia, al suo storico esordio in massima serie, in quanto vincente dei play-off.
Le regioni più rappresentate sono l'Emilia-Romagna (Bologna, Parma e Sassuolo), la Lombardia (Atalanta, Inter e Milan) e la Liguria (Genoa, Sampdoria e Spezia) con tre squadre ciascuna. Con due club a testa ci sono Lazio (Lazio e Roma), Campania (Benevento e Napoli) e Piemonte (Juventus e Torino). Vantano invece una formazione cadauna Calabria (Crotone), Friuli-Venezia Giulia (Udinese), Sardegna (Cagliari), Toscana (Fiorentina) e Veneto (Verona); in particolare, la Liguria per la prima volta nella sua storia vede tre squadre presenti in Serie A.
Sono confermate un massimo di cinque sostituzioni, da effettuare utilizzando un massimo di tre interruzioni di gioco, durante la disputa degli incontri, come accaduto con la ripresa della stagione precedente, sospesa in precedenza a causa della pandemia di COVID-19.

### Calendario e orari di gioco
Il campionato ha avuto inizio sabato 19 settembre 2020 con i primi anticipi della prima giornata, a cui poi sono seguite le restanti domenica 20. L'ultima giornata si è giocata domenica 23 maggio 2021. Sono stati giocati sei turni infrasettimanali, in programma per il 16 e 23 dicembre 2020, 6 gennaio, 3 marzo, 21 aprile e 12 maggio 2021, e tre soste per gli impegni della Nazionale italiana, nelle partite di UEFA Nations League 2020-2021 in programma per l'11 ottobre e il 15 novembre, e di qualificazioni al campionato mondiale di calcio 2022 in programma per il 28 marzo.
Dopo le modifiche adottate nella parte finale del precedente campionato a causa della pandemia di COVID-19 (giocata tra i mesi di giugno e luglio), in cui le partite vennero disputate prevalentemente nelle fasce orarie preserali e serali per non affaticare i giocatori a causa del caldo estivo, gli orari di gioco tornano ad assumere la forma classica pre-pandemia:
- Sabato: 3 partite
  - 1 anticipo alle 15:00
  - 1 anticipo alle 18:00
  - 1 anticipo alle 20:45
- Domenica: 6 partite
  - 1 anticipo alle 12:30
  - 3 turni regolari alle 15:00
  - 1 posticipo alle 18:00
  - 1 posticipo alle 20:45
- Lunedì: 1 partita
  - 1 posticipo alle 20:45

Nelle giornate che precedono le soste per le partite delle nazionali (3ª, 7ª e 28ª) e in quelle che precedono i turni infrasettimanali (11ª, 13ª, 15ª, 24ª, 31ª e 35ª), il posticipo del lunedì alle 20:45 può essere sostituito da un anticipo il venerdì alle 20:45. I turni infrasettimanali si disputano con un anticipo martedì alle 20:45, un anticipo mercoledì alle 18:30, sei turni regolari mercoledì alle 20:45, un posticipo giovedì alle 20:45 e, in alternativa fra loro, un anticipo martedì alle 18:30 o un posticipo giovedì alle 18:30. Nella 14ª giornata il posticipo del giovedì alle 20:45 è sostituito da un anticipo il martedì alle 20:45. La 15ª giornata si disputa domenica 3 gennaio con un anticipo alle 12:30, sette partite alle 15:00, un posticipo alle 18:00 e uno alle 20:45. Stesso programma per la 16ª giornata, mercoledì 6 gennaio, e la 29ª giornata, sabato 3 aprile. L'ultima giornata si è giocata sabato 22 maggio, con tre partite alle 20:45, e domenica 23 maggio, con una partita alle 15:00 e sei alle 20:45.

### Calciomercato

#### Sessione estiva

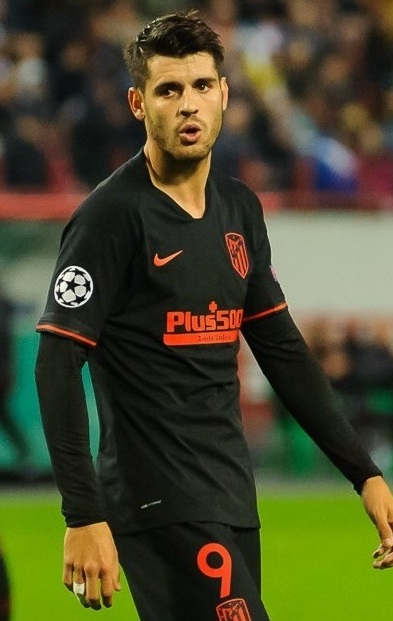
Lo spagnolo Álvaro Morata, di ritorno in Italia a quattro anni di distanza dall'ultima esperienza, è il nuovo centravanti scelto dalla :

La Juventus, nonostante la vittoria del nono campionato consecutivo, cambia ancora guida tecnica: dopo un solo anno a Torino, Sarri viene esonerato a causa soprattutto dello scarso feeling instaurato con l'ambiente juventino e sostituito dall'esordiente Pirlo, inizialmente scelto per la guida della squadra Under-23 bianconera. Per quanto riguarda il mercato dei giocatori, i bianconeri perfezionano con il Barcellona lo scambio di centrocampisti tra il bosniaco Pjanić, che si trasferisce agli spagnoli, e il brasiliano Arthur, che compie il percorso inverso. A centrocampo si segnalano anche gli arrivi di Kulusevski, acquistato dall'Atalanta nella sessione di mercato precedente, ma lasciato in prestito al Parma, McKennie dallo Schalke 04 e Chiesa dalla Fiorentina. In attacco il rinforzo scelto dai torinesi è Morata, di ritorno dall'Atlético Madrid dopo 4 anni. A salutare sono invece Matuidi e Higuaín che, dopo aver risolto con la Juventus, si trasferiscono all'Inter Miami. Lasciano anche Rugani, De Sciglio e Douglas Costa, che vengono ceduti in prestito rispettivamente a Rennes, Olympique Lione e Bayern Monaco.
L'Inter, accreditata alla vigilia come la principale rivale dei bianconeri dopo il secondo posto dell'anno precedente, riparte con Conte in panchina e si rinforza sulle fasce con gli arrivi di Hakimi, di proprietà del Real Madrid, ma in prestito al Borussia Dortmund nelle ultime due stagioni, di Kolarov dalla Roma e di Darmian dal Parma; in mezzo al campo viene acquistato dal Barcellona Vidal, che torna in Serie A a cinque anni di distanza dall'ultima esperienza con la Juventus, mentre in attacco ritorna Pinamonti dal Genoa. La rosa interista vede anche la conferma di Sánchez e i ritorni dai prestiti di Nainggolan e Perišić, rispettivamente da Cagliari e Bayern Monaco. Sul fronte partenze, vengono ceduti Godín a titolo definitivo al Cagliari e Candreva in prestito con obbligo di riscatto alla Sampdoria. Salutano anche Borja Valero, che non rinnova il contratto, Asamoah, che lo risolve, Biraghi e Moses, rientrati a Fiorentina e Chelsea per fine prestito, mentre l'ex capitano Icardi è ceduto a titolo definitivo al Paris Saint-Germain.

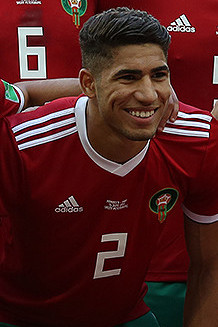
Il marocchino Achraf Hakimi è l'acquisto stagionale più oneroso dell': dopo un iniziale periodo di ambientamento, l'esterno si rivela un fattore decisivo per il tricolore dei nerazzurri.

L'Atalanta e la Lazio, le altre due squadre impegnate nella massima competizione continentale assieme a Juventus e Inter, si limitano a puntellare la rosa. I nerazzurri di Gasperini acquistano il difensore Romero dalla Juventus e il trequartista Mirančuk dalla Lokomotiv Mosca. Altri arrivi sono Piccini dal Valencia, Lammers dal PSV e Pessina di ritorno dal prestito al Verona. Sul fronte partenze, i bergamaschi cedono Castagne al Leicester City. I biancocelesti di Simone Inzaghi ingaggiano l'esperto portiere Reina e l'attaccante kosovaro Muriqi dal Fenerbahçe; altri rinforzi per i laziali sono il ritorno di Hoedt dal Southampton, Fares dalla SPAL e Pereira dal Manchester Utd. Salutano Jony e Badelj, ceduti rispettivamente all'Osasuna e al Genoa.
La Roma di Fonseca si assicura l'esperto Pedro dal Chelsea, il giovane Kumbulla dal Verona e Borja Mayoral dal Real Madrid, oltre a confermare Mxit'aryan e Smalling; i giallorossi salutano Kolarov, e sfoltiscono il reparto avanzato: Ünder va al Leicester City, Perotti al Fenerbahçe e Kluivert al RB Lipsia. Il Milan, dopo aver dato fiducia a Pioli, trattiene Ibrahimović e Kjær e scommette sui giovani Tonali, Brahim Díaz e Dalot, rispettivamente da Brescia, Real Madrid e Manchester Utd; i rossoneri cedono Paquetá all'Olympique Lione e non rinnovano il contratto a Bonaventura. Il Napoli di Gattuso, oltre agli arrivi già perfezionati nella sessione di mercato precedente di Rrahmani dal Verona e di Petagna dalla SPAL, investe sull'attaccante nigeriano Osimhen, acquistato dal Lilla per una cifra record nella storia del club, e prende Bakayoko dal Chelsea; sul fronte cessioni, si registrano le partenze di due colonne degli ultimi anni come Allan e Callejón.
La Fiorentina di Iachini accoglie Amrabat dal Verona (già acquistato nella sessione invernale precedente) e Martínez Quarta dal River Plate e fa fronte alla partenza di Chiesa con Callejon, arrivato a parametro zero come Bonaventura e Borja Valero. Il Torino sceglie Marco Giampaolo per ripartire e rinforza la rosa con Rodríguez, Linetty e Bonazzoli, rispettivamente da Milan e Sampdoria (gli ultimi due). Il Genoa, affidato a Maran, prende Zappacosta, Pellegrini e Pjaca, rispettivamente da Chelsea e Juventus (gli ultimi due), mentre la Sampdoria accoglie il già citato Candreva, Keita Baldé (dal Monaco) e Adrien Silva. Il Cagliari, oltre al prestigioso acquisto di Godín, prende Marin dall'Ajax, mentre l'Udinese riporta in Italia Deulofeu, Pereyra e Pussetto dal Watford. Tra le neopromosse, molto attivo il Benevento allenato da Filippo Inzaghi, che acquista Glik dal Monaco, Caprari dalla Sampdoria e Lapadula dal Genoa.

#### Sessione invernale
In un mercato invernale con pochi movimenti di rilievo, si segnala il Milan, che allunga la rosa con lo svincolato Mandžukić, e i prestiti di Meïté e Tomori, rispettivamente dal Torino e dal Chelsea. La Roma prende il giovane Reynolds e riporta in Italia lo svincolato El Shaarawy. L'Atalanta cede il capitano Gómez, entrato in rotta di collisione con la società, al Siviglia e prende Mæhle dal Genk e Kovalenko dallo Šachtar. La Juventus, l'Inter e il Napoli si limitano a sfoltire la rosa, facendo partire giocatori ai margini del progetto: i bianconeri salutano Khedira, che va all'Hertha Berlino, i nerazzurri prestano Nainggolan al Cagliari, mentre gli azzurri cedono Milik all'Olympique Marsiglia e Llorente all'Udinese; dagli stessi friulani, il Verona preleva il capitano Lasagna.
Tra le altre, il Genoa riporta nel campionato italiano Strootman, in prestito dall'Olympique Marsiglia, mentre il Benevento prende sempre in prestito Gaich dal CSKA Mosca. Nel tentativo di risollevarsi in classifica dopo una prima parte di stagione deludente, il Parma acquista i giovani Zirkzee e Man e mette sotto contratto lo svincolato Pellé, il Torino prende Mandragora dalla Juventus e Sanabria dal Betis, mentre il Cagliari accoglie, oltre al già citato Nainggolan, Rugani in prestito dalla Juventus e lo svincolato Asamoah.

### Avvenimenti

#### Girone di andata

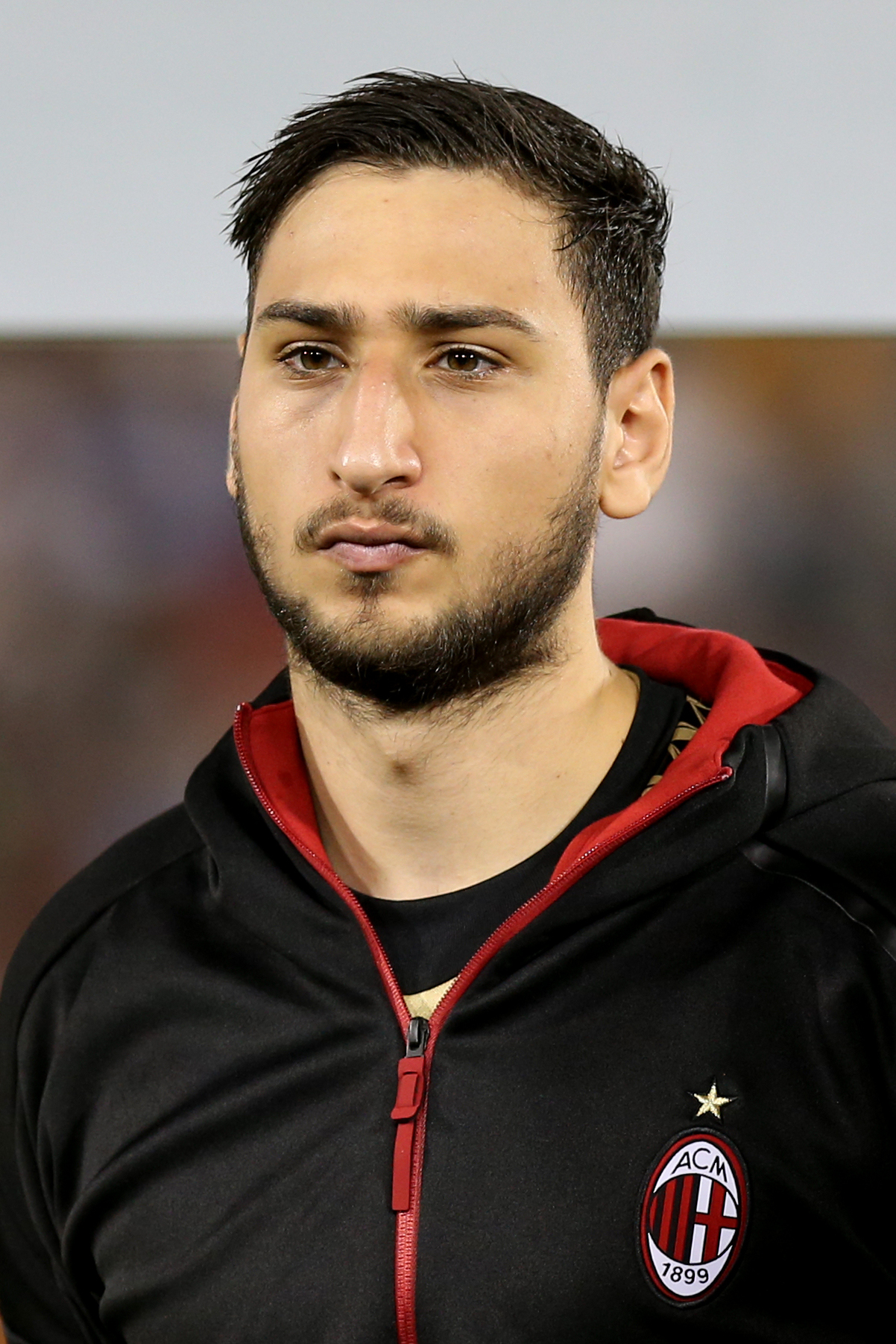
Il portiere ventunenne Gianluigi Donnarumma è uno dei punti fermi del, che chiude il girone d'andata in vetta e a fine anno fa ritorno in Champions League dopo 7 anni.

L'avvio di campionato fa registrare conferme e qualche sorpresa: dopo quattro giornate, a prendersi la vetta solitaria della classifica è il Milan, che fa percorso netto contando anche su un ottimo rendimento difensivo. I rossoneri allungano la loro striscia di risultati utili fino alla 10ª giornata, creando un buon margine di vantaggio sulle più immediate inseguitrici, ossia i rivali cittadini dell'Inter e la coppia formata da Juventus e Napoli. I nerazzurri, dopo un inizio contrassegnato da risultati altalenanti, al ritorno dalla sosta di novembre infilano un filotto di tre vittorie che li proiettano al secondo posto solitario. La Juventus, pur restando imbattuta nelle prime dieci giornate, colleziona diversi pareggi, che le fanno perdere contatto dalla vetta e la tengono appaiata al Napoli, battuto tra le polemiche nello scontro diretto della 3ª giornata: la vittoria dei torinesi, infatti, è determinata solo dalla giustizia sportiva, che punisce gli azzurri con la sconfitta a tavolino e un punto di penalizzazione per la mancata partecipazione all'incontro. La lotta per gli altri piazzamenti europei vede coinvolti il sorprendente Sassuolo, che mette in mostra un attacco molto prolifico, e i due club capitolini, la Roma e la Lazio. Tra le sorprese si segnala ancora una volta il Verona, mentre delude l'Atalanta, che resta attardata rispetto alle posizioni di vertice. Nella parte bassa della classifica, è preoccupante la situazione di squadre blasonate come la Fiorentina — protagonista del primo avvicendamento in panchina della stagione, tra Iachini e Prandelli —, il Torino e il Genoa. Il neopromosso Crotone conferma le difficoltà del salto di categoria e resta arenato sul fondo della graduatoria.

Gian Piero Gasperini, al quinto anno alla guida dell', centra la terza qualificazione consecutiva in Champions League con i bergamaschi.

L'anno solare si chiude con l'Inter che allunga la sua striscia vincente a sette partite e si porta ad un punto dal Milan capolista, prefigurando una lotta scudetto ristretta alle due milanesi. La Juventus, che si vede privata di tre punti dopo che l'ultimo grado della giustizia sportiva annulla la vittoria a tavolino contro il Napoli — oltre al punto di penalizzazione inflitto ai partenopei — e dispone che la partita andrà giocata, subisce una pesante sconfitta dalla Fiorentina alla 14ª giornata e scivola al sesto posto, scavalcata dalla Roma, dal Sassuolo e dallo stesso Napoli. I bianconeri vengono avvicinati da Atalanta e Lazio, che recuperano terreno rispetto ai piazzamenti europei. In zona retrocessione il Torino precipita all'ultimo posto, superato da Crotone e Genoa; il club ligure vede il ritorno di Ballardini in panchina, in sostituzione di Maran. La striscia di imbattibilità del Milan si interrompe alla 16ª giornata per opera della Juventus, che scala posizioni e si riporta in zona Champions. Grazie a due successi nelle ultime tre gare — e ai contemporanei passi falsi dell'Inter (che pure batte la Juventus nella 18ª giornata) — i rossoneri riescono a chiudere il girone d'andata con due punti in più dei rivali cittadini e si laureano campioni d'inverno. Alle spalle delle due squadre meneghine, si conferma il buon rendimento della Roma (nonostante qualche tensione a livello ambientale), mentre appaiata alla Juventus al quarto posto c'è la ritrovata Atalanta. La lotta per i posti che valgono la qualificazione alle coppe europee è completata da Napoli e Lazio. Nella parte bassa della classifica, il Genoa beneficia del cambio di guida tecnica e si risolleva, al contrario Cagliari e Parma precipitano in un'evidente crisi di risultati e chiudono il girone d'andata in zona retrocessione.

#### Girone di ritorno

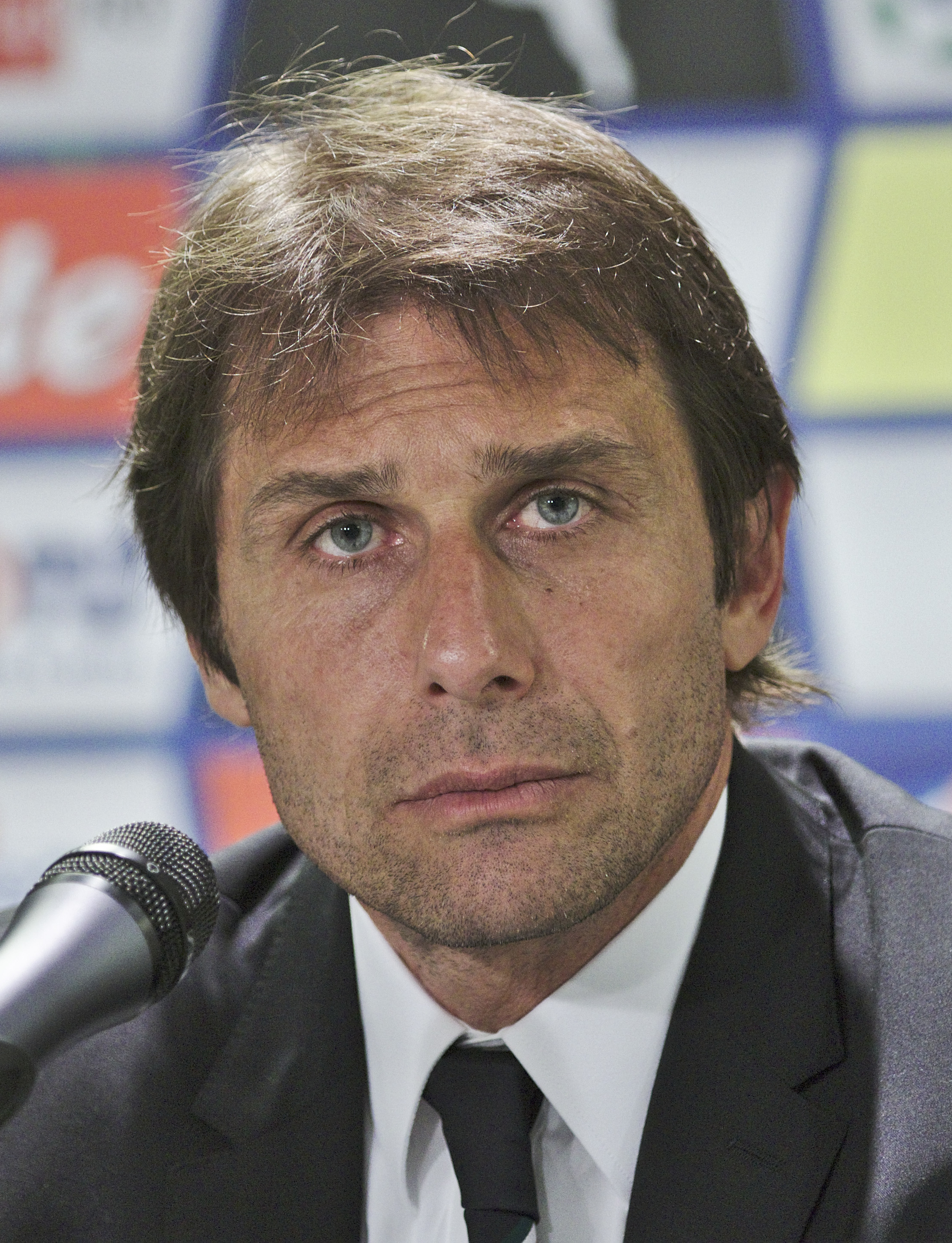
Antonio Conte, al secondo anno sulla panchina interista, riporta lo scudetto ai meneghini dopo undici anni: per lui si tratta del quarto titolo personale dopo i tre vinti con la Juventus.

Dopo due giornate, in cui la distanza in vetta tra le due squadre meneghine si mantiene inalterata e la Juventus sale al terzo posto sconfiggendo la Roma nello scontro diretto, alla 22ª giornata si assiste al sorpasso dell'Inter sul Milan: i nerazzurri battono la Lazio e, grazie anche all'inattesa sconfitta dei rossoneri sul campo del debuttante Spezia, si portano in testa alla classifica con un punto di vantaggio. Nella stessa giornata, la Juventus esce sconfitta dallo scontro diretto con il Napoli e viene riscavalcata dalla Roma. Nel turno successivo, i nerazzurri di Conte allungano ancora sui rivali rossoneri, sconfiggendoli nettamente nella stracittadina di ritorno e portandosi a quattro punti di vantaggio. Ad insidiare il Milan secondo in classifica ci sono la Juventus (ritornata in terza piazza), la Roma, la Lazio e l'Atalanta. Oltre la lotta per i piazzamenti europei, si registrano il buon rendimento di Sassuolo e Verona e la risalita delle due squadre genovesi. Il Torino sembra beneficiare del lavoro del nuovo allenatore Nicola e si stacca dalla zona retrocessione, cogliendo un importante successo nello scontro diretto con il Cagliari, che è il quinto club a cambiare guida tecnica dopo Fiorentina, Genoa, Parma e appunto i granata. Nelle quattro giornate successive l'Inter coglie altrettante vittorie, allungando la striscia di successi consecutivi a otto e portando il margine sulla più diretta inseguitrice a nove punti. Per i piazzamenti europei la lotta si fa sempre più serrata, con cinque squadre racchiuse in sette punti: mentre la Juventus si porta ad un solo punto dal Milan, è da segnalare la risalita del Napoli, che alla 27ª giornata coglie un importante successo proprio in casa dei rossoneri. Nella parte bassa della classifica, rallentano visibilmente le neopromosse Spezia e Benevento, finendo per essere coinvolte nella lotta salvezza. A seguito del rinvio di Inter-Sassuolo alla 28ª giornata, il Milan riduce le distanze dalla vetta superando la Fiorentina — che dopo la sconfitta fa fronte alle dimissioni di Prandelli con il ritorno di Iachini —, mentre non ne approfitta la Juventus, che rimedia una clamorosa sconfitta in casa con il Benevento e viene agganciata dall'Atalanta.

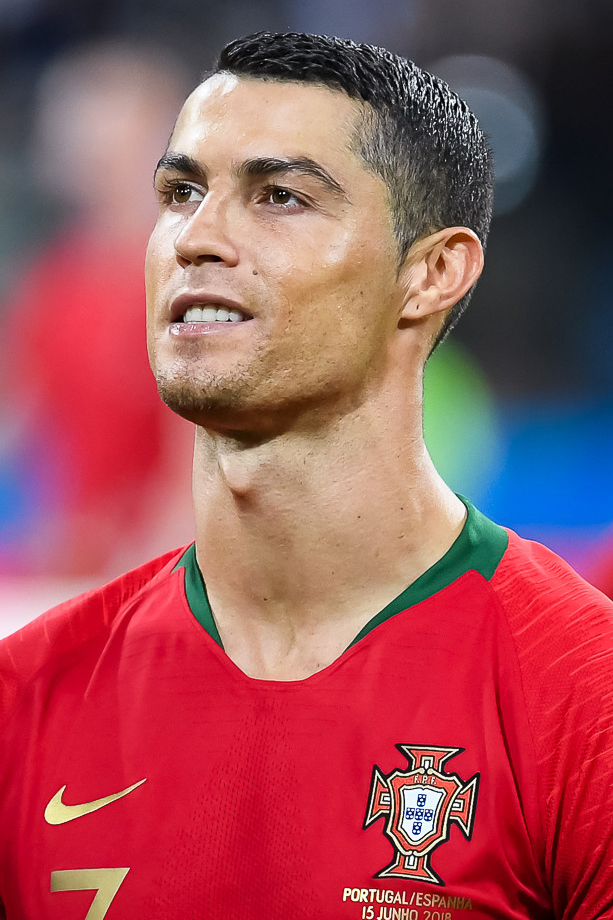
Il portoghese Cristiano Ronaldo vince la classifica marcatori con 29 reti e contribuisce al quarto posto della Juventus, che vale la qualificazione in Champions League.

Al ritorno dalla sosta di marzo, l'Inter ottiene tre successi in altrettante gare (compreso il recupero con il Sassuolo), arrivando alla striscia record di undici successi consecutivi dall'inizio del girone di ritorno e distaccando il Milan addirittura di undici lunghezze. I rossoneri vedono assottigliarsi il vantaggio sulla Juventus, che batte il Napoli nel recupero della 3ª giornata, e sull'Atalanta, in una lotta per i posti europei che vede coinvolti anche gli stessi partenopei e le due squadre capitoline. Con l'Inter ormai lanciata verso la conquista del tricolore nelle giornate successive, in seconda posizione emerge l'Atalanta, mentre il Milan — complice un evidente calo di risultati nel girone di ritorno — viene agganciato da un Napoli in ascesa e da un'altalenante Juventus, ritrovandosi virtualmente fuori dalla zona Champions dopo la netta sconfitta con la Lazio alla 33ª giornata. In coda si registra un'accesa lotta salvezza: se la situazione di Crotone e Parma, nonostante i rispettivi cambi di guida tecnica, pare ormai compromessa, per l'ultimo posto la lotta coinvolge almeno sei squadre. Alla 34ª giornata arrivano i primi verdetti: con la vittoria contro il Crotone e il pareggio dell'Atalanta con il Sassuolo, l'Inter conquista il 19º campionato della sua storia con quattro turni d'anticipo, mentre Crotone e Parma sono anche le prime due squadre a retrocedere in Serie B. Nel turno successivo si giocano due importanti scontri diretti: se per la Champions League il Milan batte la Juventus e la supera in classifica, per la salvezza il Cagliari supera il Benevento, complicando ancora di più la situazione dei campani, che retrocedono alla vigilia dell'ultimo turno in virtù del pareggio nel recupero della 25ª giornata tra Lazio e Torino.
I verdetti relativi alle squadre qualificate alle competizioni europee vengono emessi all'ultima giornata: con Inter e Atalanta già certe di partecipare alla massima competizione continentale, ad aggiudicarsi gli ultimi due posti disponibili sono il Milan e la Juventus. I rossoneri battono proprio i bergamaschi e li superano in classifica, chiudendo al secondo posto e tornando in Champions League a 7 anni di distanza dall'ultima partecipazione; i bianconeri superano il Bologna e, approfittando dell'inatteso passo falso del Napoli contro il Verona, strappano la qualificazione, terminando a pari punti con l'Atalanta ma al quarto posto in virtù dei risultati negli scontri diretti. In Europa League si qualificano il Napoli e la Lazio, mentre ad aggiudicarsi il posto nella neonata Conference League è la Roma, che si conferma davanti alla rivelazione Sassuolo grazie alla migliore differenza reti. L'Inter chiude il campionato con 91 punti, facendo registrare il suo miglior risultato in termini di punteggio dalla stagione 2006-2007, quando aveva totalizzato 97 punti. A vincere la classifica marcatori è l'attaccante della Juventus Cristiano Ronaldo, che al terzo anno in Italia riesce a primeggiare grazie alle 29 realizzazioni.

## Squadre partecipanti
| Club       | Stagione | Città         | Stadio                                                                                    | Stagione precedente                           |
| ---------- | -------- | ------------- | ----------------------------------------------------------------------------------------- | --------------------------------------------- |
| Atalanta   | dettagli | Bergamo       | Gewiss Stadium                                                                            | 3º posto in Serie A                           |
| Benevento  | dettagli | Benevento     | Stadio Ciro Vigorito                                                                      | 1º posto in Serie B, promosso                 |
| Bologna    | dettagli | Bologna       | Stadio Renato Dall'Ara                                                                    | 12º posto in Serie A                          |
| Cagliari   | dettagli | Cagliari      | Sardegna Arena                                                                            | 14º posto in Serie A                          |
| Crotone    | dettagli | Crotone       | Stadio Ezio Scida                                                                         | 2º posto in Serie B, promosso                 |
| Fiorentina | dettagli | Firenze       | Stadio Artemio Franchi                                                                    | 10º posto in Serie A                          |
| Genoa      | dettagli | Genova        | Stadio Luigi Ferraris                                                                     | 17º posto in Serie A                          |
| Inter      | dettagli | Milano        | Stadio Giuseppe Meazza                                                                    | 2º posto in Serie A                           |
| Juventus   | dettagli | Torino        | Juventus Stadium                                                                          | 1º posto in Serie A                           |
| Lazio      | dettagli | Roma          | Stadio Olimpico                                                                           | 4º posto in Serie A                           |
| Milan      | dettagli | Milano        | Stadio Giuseppe Meazza                                                                    | 6º posto in Serie A                           |
| Napoli     | dettagli | Napoli        | Stadio Diego Armando Maradona                                                             | 7º posto in Serie A                           |
| Parma      | dettagli | Parma         | Stadio Ennio Tardini                                                                      | 11º posto in Serie A                          |
| Roma       | dettagli | Roma          | Stadio Olimpico                                                                           | 5º posto in Serie A                           |
| Sampdoria  | dettagli | Genova        | Stadio Luigi Ferraris                                                                     | 15º posto in Serie A                          |
| Sassuolo   | dettagli | Sassuolo (MO) | Mapei Stadium - Città del Tricolore (Reggio Emilia)                                       | 8º posto in Serie A                           |
| Spezia     | dettagli | La Spezia     | Orogel Stadium-Dino Manuzzi (Cesena) (2ª, 4ª, 6ª, 8ª e 10ª giornata) Stadio Alberto Picco | 3º posto in Serie B, promosso dopo i play-off |
| Torino     | dettagli | Torino        | Stadio Olimpico Grande Torino                                                             | 16º posto in Serie A                          |
| Udinese    | dettagli | Udine         | Stadio Friuli                                                                             | 13º posto in Serie A                          |
| Verona     | dettagli | Verona        | Stadio Marcantonio Bentegodi                                                              | 9º posto in Serie A                           |

## Allenatori e primatisti
| Squadra    | Allenatore                                                                    | Giocatore più presente (tra parentesi il numero delle presenze) | Capocannoniere (tra parentesi il numero dei gol segnati) |
| ---------- | ----------------------------------------------------------------------------- | --------------------------------------------------------------- | -------------------------------------------------------- |
| Atalanta   | Gian Piero Gasperini                                                          | Duván Zapata (37)                                               | Luis Muriel (22)                                         |
| Benevento  | Filippo Inzaghi                                                               | Gianluca Lapadula, Lorenzo Montipò (37)                         | Gianluca Lapadula (8)                                    |
| Bologna    | Siniša Mihajlović                                                             | Musa Barrow (38)                                                | Roberto Soriano (9)                                      |
| Cagliari   | Eusebio Di Francesco (1ª-23ª) Leonardo Semplici (24ª-38ª)                     | João Pedro, Răzvan Marin (37)                                   | João Pedro (16)                                          |
| Crotone    | Giovanni Stroppa (1ª-24ª) Serse Cosmi (25ª-38ª)                               | Simy (38)                                                       | Simy (20)                                                |
| Fiorentina | Giuseppe Iachini (1ª-7ª) Cesare Prandelli (8ª-28ª) Giuseppe Iachini (29ª-38ª) | Dušan Vlahović (37)                                             | Dušan Vlahović (21)                                      |
| Genoa      | Rolando Maran (1ª-13ª) Davide Ballardini (14ª-38ª)                            | Marko Pjaca (35)                                                | Mattia Destro (11)                                       |
| Inter      | Antonio Conte                                                                 | Lautaro Martínez (38)                                           | Romelu Lukaku (24)                                       |
| Juventus   | Andrea Pirlo                                                                  | Dejan Kulusevski (35)                                           | Cristiano Ronaldo (29)                                   |
| Lazio      | Simone Inzaghi                                                                | Adam Marušić (36)                                               | Ciro Immobile (20)                                       |
| Milan      | Stefano Pioli                                                                 | Gianluigi Donnarumma, Franck Kessié (37)                        | Zlatan Ibrahimović (15)                                  |
| Napoli     | Gennaro Gattuso                                                               | Matteo Politano (37)                                            | Lorenzo Insigne (19)                                     |
| Parma      | Fabio Liverani (1ª-16ª) Roberto D'Aversa (17ª-38ª)                            | Luigi Sepe (36)                                                 | Hernani, Juraj Kucka (7)                                 |
| Roma       | Paulo Fonseca                                                                 | Bryan Cristante, Lorenzo Pellegrini (34)                        | Henrix Mxit'aryan (13)                                   |
| Sampdoria  | Claudio Ranieri                                                               | Emil Audero, Tommaso Augello (37)                               | Fabio Quagliarella (13)                                  |
| Sassuolo   | Roberto De Zerbi                                                              | Andrea Consigli (37)                                            | Domenico Berardi (17)                                    |
| Spezia     | Vincenzo Italiano                                                             | Emmanuel Gyasi (37)                                             | M'Bala Nzola (11)                                        |
| Torino     | Marco Giampaolo (1ª-18ª) Davide Nicola (19ª-38ª)                              | Tomás Rincón (36)                                               | Andrea Belotti (13)                                      |
| Udinese    | Luca Gotti                                                                    | Rodrigo de Paul (36)                                            | Rodrigo de Paul (9)                                      |
| Verona     | Ivan Jurić                                                                    | Mattia Zaccagni (36)                                            | Antonín Barák (7)                                        |

## Classifica finale
|         | Pos. | Squadra    | Pt | G  | V  | N  | P  | GF | GS | DR  |
| ------- | ---- | ---------- | -- | -- | -- | -- | -- | -- | -- | --- |
|         | 1.   | Inter      | 91 | 38 | 28 | 7  | 3  | 89 | 35 | +54 |
|         | 2.   | Milan      | 79 | 38 | 24 | 7  | 7  | 74 | 41 | +33 |
|         | 3.   | Atalanta   | 78 | 38 | 23 | 9  | 6  | 90 | 47 | +43 |
|         | 4.   | Juventus   | 78 | 38 | 23 | 9  | 6  | 77 | 38 | +39 |
|         | 5.   | Napoli     | 77 | 38 | 24 | 5  | 9  | 86 | 41 | +45 |
|         | 6.   | Lazio      | 68 | 38 | 21 | 5  | 12 | 61 | 55 | +6  |
| [ 111 ] | 7.   | Roma       | 62 | 38 | 18 | 8  | 12 | 68 | 58 | +10 |
|         | 8.   | Sassuolo   | 62 | 38 | 17 | 11 | 10 | 64 | 56 | +8  |
|         | 9.   | Sampdoria  | 52 | 38 | 15 | 7  | 16 | 52 | 54 | -2  |
|         | 10.  | Verona     | 45 | 38 | 11 | 12 | 15 | 46 | 48 | -2  |
|         | 11.  | Genoa      | 42 | 38 | 10 | 12 | 16 | 47 | 58 | -11 |
|         | 12.  | Bologna    | 41 | 38 | 10 | 11 | 17 | 51 | 65 | -14 |
|         | 13.  | Fiorentina | 40 | 38 | 9  | 13 | 16 | 47 | 59 | -12 |
|         | 14.  | Udinese    | 40 | 38 | 10 | 10 | 18 | 42 | 58 | -16 |
|         | 15.  | Spezia     | 39 | 38 | 9  | 12 | 17 | 52 | 72 | -20 |
|         | 16.  | Cagliari   | 37 | 38 | 9  | 10 | 19 | 43 | 59 | -16 |
|         | 17.  | Torino     | 37 | 38 | 7  | 16 | 15 | 50 | 69 | -19 |
|         | 18.  | Benevento  | 33 | 38 | 7  | 12 | 19 | 40 | 75 | -35 |
|         | 19.  | Crotone    | 23 | 38 | 6  | 5  | 27 | 45 | 92 | -47 |
|         | 20.  | Parma      | 20 | 38 | 3  | 11 | 24 | 39 | 83 | -44 |

Legenda:
      Campione d'Italia e ammessa alla fase a gironi della UEFA Champions League 2021-2022.
      Ammesse alla fase a gironi della UEFA Champions League 2021-2022.
      Ammesse alla fase a gironi della UEFA Europa League 2021-2022.
      Ammessa agli spareggi della UEFA Europa Conference League 2021-2022.
      Retrocesse in Serie B 2021-2022.
Regolamento:
Tre punti per la vittoria, uno per il pareggio, zero per la sconfitta.
In caso di arrivo di due o più squadre a pari punti, la graduatoria finale verrà stilata secondo la classifica avulsa tra le squadre interessate che prevede, in ordine, i seguenti criteri:
- Punti negli scontri diretti
- Differenza reti negli scontri diretti
- Differenza reti generale
- Reti realizzate in generale
- Sorteggio

### Squadra campione
| Formazione tipo (3-5-2) | Giocatori (presenze)    |
| --- | ----------------------- |
| Handanovič Škriniar De Vrij Bastoni Hakimi Barella Brozović Eriksen Perišić Lukaku Martínez | Samir Handanovič (37)   |
| Handanovič Škriniar De Vrij Bastoni Hakimi Barella Brozović Eriksen Perišić Lukaku Martínez | Milan Škriniar (32)     |
| Handanovič Škriniar De Vrij Bastoni Hakimi Barella Brozović Eriksen Perišić Lukaku Martínez | Stefan de Vrij (32)     |
| Handanovič Škriniar De Vrij Bastoni Hakimi Barella Brozović Eriksen Perišić Lukaku Martínez | Alessandro Bastoni (33) |
| Handanovič Škriniar De Vrij Bastoni Hakimi Barella Brozović Eriksen Perišić Lukaku Martínez | Achraf Hakimi (37)      |
| Handanovič Škriniar De Vrij Bastoni Hakimi Barella Brozović Eriksen Perišić Lukaku Martínez | Nicolò Barella (36)     |
| Handanovič Škriniar De Vrij Bastoni Hakimi Barella Brozović Eriksen Perišić Lukaku Martínez | Marcelo Brozović (33)   |
| Handanovič Škriniar De Vrij Bastoni Hakimi Barella Brozović Eriksen Perišić Lukaku Martínez | Christian Eriksen (26)  |
| Handanovič Škriniar De Vrij Bastoni Hakimi Barella Brozović Eriksen Perišić Lukaku Martínez | Ivan Perišić (32)       |
| Handanovič Škriniar De Vrij Bastoni Hakimi Barella Brozović Eriksen Perišić Lukaku Martínez | Romelu Lukaku (36)      |
| Handanovič Škriniar De Vrij Bastoni Hakimi Barella Brozović Eriksen Perišić Lukaku Martínez | Lautaro Martínez (38)   |
| Altri giocatori: Alexis Sánchez (30), Roberto Gagliardini (28), Matteo Darmian (26), Ashley Young (26), Arturo Vidal (23), Danilo D'Ambrosio (19), Stefano Sensi (18), Andrea Pinamonti (8), Andrea Ranocchia (8), Matías Vecino (8), Aleksandar Kolarov (7), Radja Nainggolan (4), Ionuț Radu (2), Daniele Padelli (1). |                         |

## Risultati

### Tabellone
Ogni riga indica i risultati casalinghi della squadra segnata a inizio della riga, contro le squadre segnate colonna per colonna (che invece avranno giocato l'incontro in trasferta). Al contrario, leggendo la colonna di una squadra si avranno i risultati ottenuti dalla stessa in trasferta, contro le squadre segnate in ogni riga, che invece avranno giocato l'incontro in casa.
|            | ATA  | BEN  | BOL  | CAG  | CRO  | FIO  | GEN  | INT  | JUV  | LAZ  | MIL  | NAP  | PAR  | ROM  | SAM  | SAS  | SPE  | TOR  | UDI  | VER  |
| ---------- | ---- | ---- | ---- | ---- | ---- | ---- | ---- | ---- | ---- | ---- | ---- | ---- | ---- | ---- | ---- | ---- | ---- | ---- | ---- | ---- |
| Atalanta   | –––– | 2-0  | 5-0  | 5-2  | 5-1  | 3-0  | 0-0  | 1-1  | 1-0  | 1-3  | 0-2  | 4-2  | 3-0  | 4-1  | 1-3  | 5-1  | 3-1  | 3-3  | 3-2  | 0-2  |
| Benevento  | 1-4  | –––– | 1-0  | 1-3  | 1-1  | 1-4  | 2-0  | 2-5  | 1-1  | 1-1  | 0-2  | 1-2  | 2-2  | 0-0  | 1-1  | 0-1  | 0-3  | 2-2  | 2-4  | 0-3  |
| Bologna    | 2-2  | 1-1  | –––– | 3-2  | 1-0  | 3-3  | 0-2  | 0-1  | 1-4  | 2-0  | 1-2  | 0-1  | 4-1  | 1-5  | 3-1  | 3-4  | 4-1  | 1-1  | 2-2  | 1-0  |
| Cagliari   | 0-1  | 1-2  | 1-0  | –––– | 4-2  | 0-0  | 0-1  | 1-3  | 1-3  | 0-2  | 0-2  | 1-4  | 4-3  | 3-2  | 2-0  | 1-1  | 2-2  | 0-1  | 1-1  | 0-2  |
| Crotone    | 1-2  | 4-1  | 2-3  | 0-2  | –––– | 0-0  | 0-3  | 0-2  | 1-1  | 0-2  | 0-2  | 0-4  | 2-1  | 1-3  | 0-1  | 1-2  | 4-1  | 4-2  | 1-2  | 2-1  |
| Fiorentina | 2-3  | 0-1  | 0-0  | 1-0  | 2-1  | –––– | 1-1  | 0-2  | 1-1  | 2-0  | 2-3  | 0-2  | 3-3  | 1-2  | 1-2  | 1-1  | 3-0  | 1-0  | 3-2  | 1-1  |
| Genoa      | 3-4  | 2-2  | 2-0  | 1-0  | 4-1  | 1-1  | –––– | 0-2  | 1-3  | 1-1  | 2-2  | 2-1  | 1-2  | 1-3  | 1-1  | 1-2  | 2-0  | 1-2  | 1-1  | 2-2  |
| Inter      | 1-0  | 4-0  | 3-1  | 1-0  | 6-2  | 4-3  | 3-0  | –––– | 2-0  | 3-1  | 1-2  | 1-0  | 2-2  | 3-1  | 5-1  | 2-1  | 2-1  | 4-2  | 5-1  | 1-0  |
| Juventus   | 1-1  | 0-1  | 2-0  | 2-0  | 3-0  | 0-3  | 3-1  | 3-2  | –––– | 3-1  | 0-3  | 2-1  | 3-1  | 2-0  | 3-0  | 3-1  | 3-0  | 2-1  | 4-1  | 1-1  |
| Lazio      | 1-4  | 5-3  | 2-1  | 1-0  | 3-2  | 2-1  | 4-3  | 1-1  | 1-1  | –––– | 3-0  | 2-0  | 1-0  | 3-0  | 1-0  | 2-1  | 2-1  | 0-0  | 1-3  | 1-2  |
| Milan      | 0-3  | 2-0  | 2-0  | 0-0  | 4-0  | 2-0  | 2-1  | 0-3  | 1-3  | 3-2  | –––– | 0-1  | 2-2  | 3-3  | 1-1  | 1-2  | 3-0  | 2-0  | 1-1  | 2-2  |
| Napoli     | 4-1  | 2-0  | 3-1  | 1-1  | 4-3  | 6-0  | 6-0  | 1-1  | 1-0  | 5-2  | 1-3  | –––– | 2-0  | 4-0  | 2-1  | 0-2  | 1-2  | 1-1  | 5-1  | 1-1  |
| Parma      | 2-5  | 0-0  | 0-3  | 0-0  | 3-4  | 0-0  | 1-2  | 1-2  | 0-4  | 0-2  | 1-3  | 0-2  | –––– | 2-0  | 0-2  | 1-3  | 2-2  | 0-3  | 2-2  | 1-0  |
| Roma       | 1-1  | 5-2  | 1-0  | 3-2  | 5-0  | 2-0  | 1-0  | 2-2  | 2-2  | 2-0  | 1-2  | 0-2  | 3-0  | –––– | 1-0  | 0-0  | 4-3  | 3-1  | 3-0  | 3-1  |
| Sampdoria  | 0-2  | 2-3  | 1-2  | 2-2  | 3-1  | 2-1  | 1-1  | 2-1  | 0-2  | 3-0  | 1-2  | 0-2  | 3-0  | 2-0  | –––– | 2-3  | 2-2  | 1-0  | 2-1  | 3-1  |
| Sassuolo   | 1-1  | 1-0  | 1-1  | 1-1  | 4-1  | 3-1  | 2-1  | 0-3  | 1-3  | 2-0  | 1-2  | 3-3  | 1-1  | 2-2  | 1-0  | –––– | 1-2  | 3-3  | 0-0  | 3-2  |
| Spezia     | 0-0  | 1-1  | 2-2  | 2-1  | 3-2  | 2-2  | 1-2  | 1-1  | 1-4  | 1-2  | 2-0  | 1-4  | 2-2  | 2-2  | 2-1  | 1-4  | –––– | 4-1  | 0-1  | 0-1  |
| Torino     | 2-4  | 1-1  | 1-1  | 2-3  | 0-0  | 1-1  | 0-0  | 1-2  | 2-2  | 3-4  | 0-7  | 0-2  | 1-0  | 3-1  | 2-2  | 3-2  | 0-0  | –––– | 2-3  | 1-1  |
| Udinese    | 1-1  | 0-2  | 1-1  | 0-1  | 0-0  | 1-0  | 1-0  | 0-0  | 1-2  | 0-1  | 1-2  | 1-2  | 3-2  | 0-1  | 0-1  | 2-0  | 0-2  | 0-1  | –––– | 2-0  |
| Verona     | 0-2  | 3-1  | 2-2  | 1-1  | 2-1  | 1-2  | 0-0  | 1-2  | 1-1  | 0-1  | 0-2  | 3-1  | 2-1  | 3-0  | 1-2  | 0-2  | 1-1  | 1-1  | 1-0  | –––– |

### Calendario
Il calendario è stato sorteggiato il 2 settembre 2020 a Milano nella sede della Lega Serie A.
| andata (1ª) | andata (1ª) | 1ª giornata        | ritorno (20ª) | ritorno (20ª) |
|             |             |                    |               |               |
| 30 set.     | 2-5         | Benevento-Inter    | 0-4           | 30 gen.       |
| 19 set.     | 1-0         | Fiorentina-Torino  | 1-1           | 29 gen.       |
| 20 set.     | 4-1         | Genoa-Crotone      | 3-0           | 31 gen.       |
| 20 set.     | 3-0         | Juventus-Sampdoria | 2-0           | 30 gen.       |
| 30 set.     | 1-4         | Lazio-Atalanta     | 3-1           | 31 gen.       |
| 21 set.     | 2-0         | Milan-Bologna      | 2-1           | 30 gen.       |
| 20 set.     | 0-2         | Parma-Napoli       | 0-2           | 31 gen.       |
| 20 set.     | 1-1         | Sassuolo-Cagliari  | 1-1           | 31 gen.       |
| 30 set.     | 0-2         | Udinese-Spezia     | 1-0           | 31 gen.       |
| 19 set.     | 3-0         | Verona-Roma        | 1-3           | 31 gen.       |

| andata (2ª) | andata (2ª) | 2ª giornata         | ritorno (21ª) | ritorno (21ª) |
|             |             |                     |               |               |
| 28 set.     | 4-1         | Bologna-Parma       | 3-0           | 7 feb.        |
| 26 set.     | 0-2         | Cagliari-Lazio      | 0-1           | 7 feb.        |
| 27 set.     | 0-2         | Crotone-Milan       | 0-4           | 7 feb.        |
| 26 set.     | 4-3         | Inter-Fiorentina    | 2-0           | 5 feb.        |
| 27 set.     | 6-0         | Napoli-Genoa        | 1-2           | 6 feb.        |
| 27 set.     | 2-2         | Roma-Juventus       | 0-2           | 6 feb.        |
| 26 set.     | 2-3         | Sampdoria-Benevento | 1-1           | 7 feb.        |
| 27 set.     | 1-4         | Spezia-Sassuolo     | 2-1           | 6 feb.        |
| 26 set.     | 2-4         | Torino-Atalanta     | 3-3           | 6 feb.        |
| 27 set.     | 1-0         | Verona-Udinese      | 0-2           | 7 feb.        |

| andata (1ª) | andata (1ª) | 1ª giornata        | ritorno (20ª) | ritorno (20ª) |
|             |             |                    |               |               |
| 30 set.     | 2-5         | Benevento-Inter    | 0-4           | 30 gen.       |
| 19 set.     | 1-0         | Fiorentina-Torino  | 1-1           | 29 gen.       |
| 20 set.     | 4-1         | Genoa-Crotone      | 3-0           | 31 gen.       |
| 20 set.     | 3-0         | Juventus-Sampdoria | 2-0           | 30 gen.       |
| 30 set.     | 1-4         | Lazio-Atalanta     | 3-1           | 31 gen.       |
| 21 set.     | 2-0         | Milan-Bologna      | 2-1           | 30 gen.       |
| 20 set.     | 0-2         | Parma-Napoli       | 0-2           | 31 gen.       |
| 20 set.     | 1-1         | Sassuolo-Cagliari  | 1-1           | 31 gen.       |
| 30 set.     | 0-2         | Udinese-Spezia     | 1-0           | 31 gen.       |
| 19 set.     | 3-0         | Verona-Roma        | 1-3           | 31 gen.       |

| andata (2ª) | andata (2ª) | 2ª giornata         | ritorno (21ª) | ritorno (21ª) |
|             |             |                     |               |               |
| 28 set.     | 4-1         | Bologna-Parma       | 3-0           | 7 feb.        |
| 26 set.     | 0-2         | Cagliari-Lazio      | 0-1           | 7 feb.        |
| 27 set.     | 0-2         | Crotone-Milan       | 0-4           | 7 feb.        |
| 26 set.     | 4-3         | Inter-Fiorentina    | 2-0           | 5 feb.        |
| 27 set.     | 6-0         | Napoli-Genoa        | 1-2           | 6 feb.        |
| 27 set.     | 2-2         | Roma-Juventus       | 0-2           | 6 feb.        |
| 26 set.     | 2-3         | Sampdoria-Benevento | 1-1           | 7 feb.        |
| 27 set.     | 1-4         | Spezia-Sassuolo     | 2-1           | 6 feb.        |
| 26 set.     | 2-4         | Torino-Atalanta     | 3-3           | 6 feb.        |
| 27 set.     | 1-0         | Verona-Udinese      | 0-2           | 7 feb.        |

| andata (3ª) | andata (3ª) | 3ª giornata          | ritorno (22ª) | ritorno (22ª) |
|             |             |                      |               |               |
| 4 ott.      | 5-2         | Atalanta-Cagliari    | 1-0           | 14 feb.       |
| 4 ott.      | 1-0         | Benevento-Bologna    | 1-1           | 12 feb.       |
| 2 ott.      | 1-2         | Fiorentina-Sampdoria | 1-2           | 14 feb.       |
| 4 nov.      | 1-2         | Genoa-Torino         | 0-0           | 13 feb.       |
| 7 apr.      | 2-1         | Juventus-Napoli      | 0-1           | 13 feb.       |
| 4 ott.      | 1-1         | Lazio-Inter          | 1-3           | 14 feb.       |
| 4 ott.      | 3-0         | Milan-Spezia         | 0-2           | 13 feb.       |
| 4 ott.      | 1-0         | Parma-Verona         | 1-2           | 15 feb.       |
| 3 ott.      | 4-1         | Sassuolo-Crotone     | 2-1           | 14 feb.       |
| 3 ott.      | 0-1         | Udinese-Roma         | 0-3           | 14 feb.       |

| andata (4ª) | andata (4ª) | 4ª giornata       | ritorno (23ª) | ritorno (23ª) |
|             |             |                   |               |               |
| 18 ott.     | 3-4         | Bologna-Sassuolo  | 1-1           | 20 feb.       |
| 17 ott.     | 1-1         | Crotone-Juventus  | 0-3           | 22 feb.       |
| 17 ott.     | 1-2         | Inter-Milan       | 3-0           | 21 feb.       |
| 17 ott.     | 4-1         | Napoli-Atalanta   | 2-4           | 21 feb.       |
| 18 ott.     | 5-2         | Roma-Benevento    | 0-0           | 21 feb.       |
| 17 ott.     | 3-0         | Sampdoria-Lazio   | 0-1           | 20 feb.       |
| 18 ott.     | 2-2         | Spezia-Fiorentina | 0-3           | 19 feb.       |
| 18 ott.     | 2-3         | Torino-Cagliari   | 1-0           | 19 feb.       |
| 18 ott.     | 3-2         | Udinese-Parma     | 2-2           | 21 feb.       |
| 19 ott.     | 0-0         | Verona-Genoa      | 2-2           | 20 feb.       |

| andata (3ª) | andata (3ª) | 3ª giornata          | ritorno (22ª) | ritorno (22ª) |
|             |             |                      |               |               |
| 4 ott.      | 5-2         | Atalanta-Cagliari    | 1-0           | 14 feb.       |
| 4 ott.      | 1-0         | Benevento-Bologna    | 1-1           | 12 feb.       |
| 2 ott.      | 1-2         | Fiorentina-Sampdoria | 1-2           | 14 feb.       |
| 4 nov.      | 1-2         | Genoa-Torino         | 0-0           | 13 feb.       |
| 7 apr.      | 2-1         | Juventus-Napoli      | 0-1           | 13 feb.       |
| 4 ott.      | 1-1         | Lazio-Inter          | 1-3           | 14 feb.       |
| 4 ott.      | 3-0         | Milan-Spezia         | 0-2           | 13 feb.       |
| 4 ott.      | 1-0         | Parma-Verona         | 1-2           | 15 feb.       |
| 3 ott.      | 4-1         | Sassuolo-Crotone     | 2-1           | 14 feb.       |
| 3 ott.      | 0-1         | Udinese-Roma         | 0-3           | 14 feb.       |

| andata (4ª) | andata (4ª) | 4ª giornata       | ritorno (23ª) | ritorno (23ª) |
|             |             |                   |               |               |
| 18 ott.     | 3-4         | Bologna-Sassuolo  | 1-1           | 20 feb.       |
| 17 ott.     | 1-1         | Crotone-Juventus  | 0-3           | 22 feb.       |
| 17 ott.     | 1-2         | Inter-Milan       | 3-0           | 21 feb.       |
| 17 ott.     | 4-1         | Napoli-Atalanta   | 2-4           | 21 feb.       |
| 18 ott.     | 5-2         | Roma-Benevento    | 0-0           | 21 feb.       |
| 17 ott.     | 3-0         | Sampdoria-Lazio   | 0-1           | 20 feb.       |
| 18 ott.     | 2-2         | Spezia-Fiorentina | 0-3           | 19 feb.       |
| 18 ott.     | 2-3         | Torino-Cagliari   | 1-0           | 19 feb.       |
| 18 ott.     | 3-2         | Udinese-Parma     | 2-2           | 21 feb.       |
| 19 ott.     | 0-0         | Verona-Genoa      | 2-2           | 20 feb.       |

| andata (5ª) | andata (5ª) | 5ª giornata        | ritorno (24ª) | ritorno (24ª) |
|             |             |                    |               |               |
| 24 ott.     | 1-3         | Atalanta-Sampdoria | 2-0           | 28 feb.       |
| 25 ott.     | 1-2         | Benevento-Napoli   | 0-2           | 28 feb.       |
| 25 ott.     | 4-2         | Cagliari-Crotone   | 2-0           | 28 feb.       |
| 25 ott.     | 3-2         | Fiorentina-Udinese | 0-1           | 28 feb.       |
| 24 ott.     | 0-2         | Genoa-Inter        | 0-3           | 28 feb.       |
| 25 ott.     | 1-1         | Juventus-Verona    | 1-1           | 27 feb.       |
| 24 ott.     | 2-1         | Lazio-Bologna      | 0-2           | 27 feb.       |
| 26 ott.     | 3-3         | Milan-Roma         | 2-1           | 28 feb.       |
| 25 ott.     | 2-2         | Parma-Spezia       | 2-2           | 27 feb.       |
| 23 ott.     | 3-3         | Sassuolo-Torino    | 2-3           | 17 mar.       |

| andata (6ª) | andata (6ª) | 6ª giornata      | ritorno (25ª) | ritorno (25ª) |
|             |             |                  |               |               |
| 31 ott.     | 3-2         | Bologna-Cagliari | 0-1           | 3 mar.        |
| 31 ott.     | 1-2         | Crotone-Atalanta | 1-5           | 3 mar.        |
| 31 ott.     | 2-2         | Inter-Parma      | 2-1           | 4 mar.        |
| 1º nov.     | 0-2         | Napoli-Sassuolo  | 3-3           | 3 mar.        |
| 1º nov.     | 2-0         | Roma-Fiorentina  | 2-1           | 3 mar.        |
| 1º nov.     | 1-1         | Sampdoria-Genoa  | 1-1           | 3 mar.        |
| 1º nov.     | 1-4         | Spezia-Juventus  | 0-3           | 2 mar.        |
| 1º nov.     | 3-4         | Torino-Lazio     | 0-0           | 18 mag.       |
| 1º nov.     | 1-2         | Udinese-Milan    | 1-1           | 3 mar.        |
| 2 nov.      | 3-1         | Verona-Benevento | 3-0           | 3 mar.        |

| andata (5ª) | andata (5ª) | 5ª giornata        | ritorno (24ª) | ritorno (24ª) |
|             |             |                    |               |               |
| 24 ott.     | 1-3         | Atalanta-Sampdoria | 2-0           | 28 feb.       |
| 25 ott.     | 1-2         | Benevento-Napoli   | 0-2           | 28 feb.       |
| 25 ott.     | 4-2         | Cagliari-Crotone   | 2-0           | 28 feb.       |
| 25 ott.     | 3-2         | Fiorentina-Udinese | 0-1           | 28 feb.       |
| 24 ott.     | 0-2         | Genoa-Inter        | 0-3           | 28 feb.       |
| 25 ott.     | 1-1         | Juventus-Verona    | 1-1           | 27 feb.       |
| 24 ott.     | 2-1         | Lazio-Bologna      | 0-2           | 27 feb.       |
| 26 ott.     | 3-3         | Milan-Roma         | 2-1           | 28 feb.       |
| 25 ott.     | 2-2         | Parma-Spezia       | 2-2           | 27 feb.       |
| 23 ott.     | 3-3         | Sassuolo-Torino    | 2-3           | 17 mar.       |

| andata (6ª) | andata (6ª) | 6ª giornata      | ritorno (25ª) | ritorno (25ª) |
|             |             |                  |               |               |
| 31 ott.     | 3-2         | Bologna-Cagliari | 0-1           | 3 mar.        |
| 31 ott.     | 1-2         | Crotone-Atalanta | 1-5           | 3 mar.        |
| 31 ott.     | 2-2         | Inter-Parma      | 2-1           | 4 mar.        |
| 1º nov.     | 0-2         | Napoli-Sassuolo  | 3-3           | 3 mar.        |
| 1º nov.     | 2-0         | Roma-Fiorentina  | 2-1           | 3 mar.        |
| 1º nov.     | 1-1         | Sampdoria-Genoa  | 1-1           | 3 mar.        |
| 1º nov.     | 1-4         | Spezia-Juventus  | 0-3           | 2 mar.        |
| 1º nov.     | 3-4         | Torino-Lazio     | 0-0           | 18 mag.       |
| 1º nov.     | 1-2         | Udinese-Milan    | 1-1           | 3 mar.        |
| 2 nov.      | 3-1         | Verona-Benevento | 3-0           | 3 mar.        |

| andata (7ª) | andata (7ª) | 7ª giornata        | ritorno (26ª) | ritorno (26ª) |
|             |             |                    |               |               |
| 8 nov.      | 1-1         | Atalanta-Inter     | 0-1           | 8 mar.        |
| 7 nov.      | 0-3         | Benevento-Spezia   | 1-1           | 6 mar.        |
| 8 nov.      | 0-1         | Bologna-Napoli     | 1-3           | 7 mar.        |
| 7 nov.      | 2-0         | Cagliari-Sampdoria | 2-2           | 7 mar.        |
| 8 nov.      | 1-3         | Genoa-Roma         | 0-1           | 7 mar.        |
| 8 nov.      | 1-1         | Lazio-Juventus     | 1-3           | 6 mar.        |
| 8 nov.      | 2-2         | Milan-Verona       | 2-0           | 7 mar.        |
| 7 nov.      | 0-0         | Parma-Fiorentina   | 3-3           | 7 mar.        |
| 6 nov.      | 0-0         | Sassuolo-Udinese   | 0-2           | 6 mar.        |
| 8 nov.      | 0-0         | Torino-Crotone     | 2-4           | 7 mar.        |

| andata (8ª) | andata (8ª) | 8ª giornata          | ritorno (27ª) | ritorno (27ª) |
|             |             |                      |               |               |
| 21 nov.     | 0-2         | Crotone-Lazio        | 2-3           | 12 mar.       |
| 22 nov.     | 0-1         | Fiorentina-Benevento | 4-1           | 13 mar.       |
| 22 nov.     | 4-2         | Inter-Torino         | 2-1           | 14 mar.       |
| 21 nov.     | 2-0         | Juventus-Cagliari    | 3-1           | 14 mar.       |
| 22 nov.     | 1-3         | Napoli-Milan         | 1-0           | 14 mar.       |
| 22 nov.     | 3-0         | Roma-Parma           | 0-2           | 14 mar.       |
| 22 nov.     | 1-2         | Sampdoria-Bologna    | 1-3           | 14 mar.       |
| 21 nov.     | 0-0         | Spezia-Atalanta      | 1-3           | 12 mar.       |
| 22 nov.     | 1-0         | Udinese-Genoa        | 1-1           | 13 mar.       |
| 22 nov.     | 0-2         | Verona-Sassuolo      | 2-3           | 13 mar.       |

| andata (7ª) | andata (7ª) | 7ª giornata        | ritorno (26ª) | ritorno (26ª) |
|             |             |                    |               |               |
| 8 nov.      | 1-1         | Atalanta-Inter     | 0-1           | 8 mar.        |
| 7 nov.      | 0-3         | Benevento-Spezia   | 1-1           | 6 mar.        |
| 8 nov.      | 0-1         | Bologna-Napoli     | 1-3           | 7 mar.        |
| 7 nov.      | 2-0         | Cagliari-Sampdoria | 2-2           | 7 mar.        |
| 8 nov.      | 1-3         | Genoa-Roma         | 0-1           | 7 mar.        |
| 8 nov.      | 1-1         | Lazio-Juventus     | 1-3           | 6 mar.        |
| 8 nov.      | 2-2         | Milan-Verona       | 2-0           | 7 mar.        |
| 7 nov.      | 0-0         | Parma-Fiorentina   | 3-3           | 7 mar.        |
| 6 nov.      | 0-0         | Sassuolo-Udinese   | 0-2           | 6 mar.        |
| 8 nov.      | 0-0         | Torino-Crotone     | 2-4           | 7 mar.        |

| andata (8ª) | andata (8ª) | 8ª giornata          | ritorno (27ª) | ritorno (27ª) |
|             |             |                      |               |               |
| 21 nov.     | 0-2         | Crotone-Lazio        | 2-3           | 12 mar.       |
| 22 nov.     | 0-1         | Fiorentina-Benevento | 4-1           | 13 mar.       |
| 22 nov.     | 4-2         | Inter-Torino         | 2-1           | 14 mar.       |
| 21 nov.     | 2-0         | Juventus-Cagliari    | 3-1           | 14 mar.       |
| 22 nov.     | 1-3         | Napoli-Milan         | 1-0           | 14 mar.       |
| 22 nov.     | 3-0         | Roma-Parma           | 0-2           | 14 mar.       |
| 22 nov.     | 1-2         | Sampdoria-Bologna    | 1-3           | 14 mar.       |
| 21 nov.     | 0-0         | Spezia-Atalanta      | 1-3           | 12 mar.       |
| 22 nov.     | 1-0         | Udinese-Genoa        | 1-1           | 13 mar.       |
| 22 nov.     | 0-2         | Verona-Sassuolo      | 2-3           | 13 mar.       |

| andata (9ª) | andata (9ª) | 9ª giornata        | ritorno (28ª) | ritorno (28ª) |
|             |             |                    |               |               |
| 28 nov.     | 0-2         | Atalanta-Verona    | 2-0           | 21 mar.       |
| 28 nov.     | 1-1         | Benevento-Juventus | 1-0           | 21 mar.       |
| 29 nov.     | 1-0         | Bologna-Crotone    | 3-2           | 20 mar.       |
| 29 nov.     | 2-2         | Cagliari-Spezia    | 1-2           | 20 mar.       |
| 30 nov.     | 1-2         | Genoa-Parma        | 2-1           | 19 mar.       |
| 29 nov.     | 1-3         | Lazio-Udinese      | 1-0           | 21 mar.       |
| 29 nov.     | 2-0         | Milan-Fiorentina   | 3-2           | 21 mar.       |
| 29 nov.     | 4-0         | Napoli-Roma        | 2-0           | 21 mar.       |
| 28 nov.     | 0-3         | Sassuolo-Inter     | 1-2           | 7 apr.        |
| 30 nov.     | 2-2         | Torino-Sampdoria   | 0-1           | 21 mar.       |

| andata (10ª) | andata (10ª) | 10ª giornata     | ritorno (29ª) | ritorno (29ª) |
|              |              |                  |               |               |
| 6 dic.       | 0-4          | Crotone-Napoli   | 3-4           | 3 apr.        |
| 7 dic.       | 1-1          | Fiorentina-Genoa | 1-1           | 3 apr.        |
| 5 dic.       | 3-1          | Inter-Bologna    | 1-0           | 3 apr.        |
| 5 dic.       | 2-1          | Juventus-Torino  | 2-2           | 3 apr.        |
| 6 dic.       | 0-0          | Parma-Benevento  | 2-2           | 3 apr.        |
| 6 dic.       | 0-0          | Roma-Sassuolo    | 2-2           | 3 apr.        |
| 6 dic.       | 1-2          | Sampdoria-Milan  | 1-1           | 3 apr.        |
| 5 dic.       | 1-2          | Spezia-Lazio     | 1-2           | 3 apr.        |
| 20 gen.      | 1-1          | Udinese-Atalanta | 2-3           | 3 apr.        |
| 6 dic.       | 1-1          | Verona-Cagliari  | 2-0           | 3 apr.        |

| andata (9ª) | andata (9ª) | 9ª giornata        | ritorno (28ª) | ritorno (28ª) |
|             |             |                    |               |               |
| 28 nov.     | 0-2         | Atalanta-Verona    | 2-0           | 21 mar.       |
| 28 nov.     | 1-1         | Benevento-Juventus | 1-0           | 21 mar.       |
| 29 nov.     | 1-0         | Bologna-Crotone    | 3-2           | 20 mar.       |
| 29 nov.     | 2-2         | Cagliari-Spezia    | 1-2           | 20 mar.       |
| 30 nov.     | 1-2         | Genoa-Parma        | 2-1           | 19 mar.       |
| 29 nov.     | 1-3         | Lazio-Udinese      | 1-0           | 21 mar.       |
| 29 nov.     | 2-0         | Milan-Fiorentina   | 3-2           | 21 mar.       |
| 29 nov.     | 4-0         | Napoli-Roma        | 2-0           | 21 mar.       |
| 28 nov.     | 0-3         | Sassuolo-Inter     | 1-2           | 7 apr.        |
| 30 nov.     | 2-2         | Torino-Sampdoria   | 0-1           | 21 mar.       |

| andata (10ª) | andata (10ª) | 10ª giornata     | ritorno (29ª) | ritorno (29ª) |
|              |              |                  |               |               |
| 6 dic.       | 0-4          | Crotone-Napoli   | 3-4           | 3 apr.        |
| 7 dic.       | 1-1          | Fiorentina-Genoa | 1-1           | 3 apr.        |
| 5 dic.       | 3-1          | Inter-Bologna    | 1-0           | 3 apr.        |
| 5 dic.       | 2-1          | Juventus-Torino  | 2-2           | 3 apr.        |
| 6 dic.       | 0-0          | Parma-Benevento  | 2-2           | 3 apr.        |
| 6 dic.       | 0-0          | Roma-Sassuolo    | 2-2           | 3 apr.        |
| 6 dic.       | 1-2          | Sampdoria-Milan  | 1-1           | 3 apr.        |
| 5 dic.       | 1-2          | Spezia-Lazio     | 1-2           | 3 apr.        |
| 20 gen.      | 1-1          | Udinese-Atalanta | 2-3           | 3 apr.        |
| 6 dic.       | 1-1          | Verona-Cagliari  | 2-0           | 3 apr.        |

| andata (11ª) | andata (11ª) | 11ª giornata        | ritorno (30ª) | ritorno (30ª) |
|              |              |                     |               |               |
| 13 dic.      | 3-0          | Atalanta-Fiorentina | 3-2           | 11 apr.       |
| 13 dic.      | 1-5          | Bologna-Roma        | 0-1           | 11 apr.       |
| 13 dic.      | 1-3          | Cagliari-Inter      | 0-1           | 11 apr.       |
| 12 dic.      | 4-1          | Crotone-Spezia      | 2-3           | 10 apr.       |
| 13 dic.      | 1-3          | Genoa-Juventus      | 1-3           | 11 apr.       |
| 12 dic.      | 1-2          | Lazio-Verona        | 1-0           | 11 apr.       |
| 13 dic.      | 2-2          | Milan-Parma         | 3-1           | 10 apr.       |
| 13 dic.      | 2-1          | Napoli-Sampdoria    | 2-0           | 11 apr.       |
| 11 dic.      | 1-0          | Sassuolo-Benevento  | 1-0           | 12 apr.       |
| 12 dic.      | 2-3          | Torino-Udinese      | 1-0           | 10 apr.       |

| andata (12ª) | andata (12ª) | 12ª giornata        | ritorno (31ª) | ritorno (31ª) |
|              |              |                     |               |               |
| 15 dic.      | 1-1          | Benevento-Lazio     | 3-5           | 18 apr.       |
| 16 dic.      | 1-1          | Fiorentina-Sassuolo | 1-3           | 17 apr.       |
| 16 dic.      | 2-2          | Genoa-Milan         | 1-2           | 18 apr.       |
| 16 dic.      | 1-0          | Inter-Napoli        | 1-1           | 18 apr.       |
| 16 dic.      | 1-1          | Juventus-Atalanta   | 0-1           | 18 apr.       |
| 16 dic.      | 0-0          | Parma-Cagliari      | 3-4           | 17 apr.       |
| 17 dic.      | 3-1          | Roma-Torino         | 1-3           | 18 apr.       |
| 16 dic.      | 2-2          | Spezia-Bologna      | 1-4           | 18 apr.       |
| 15 dic.      | 0-0          | Udinese-Crotone     | 2-1           | 17 apr.       |
| 16 dic.      | 1-2          | Verona-Sampdoria    | 1-3           | 17 apr.       |

| andata (11ª) | andata (11ª) | 11ª giornata        | ritorno (30ª) | ritorno (30ª) |
|              |              |                     |               |               |
| 13 dic.      | 3-0          | Atalanta-Fiorentina | 3-2           | 11 apr.       |
| 13 dic.      | 1-5          | Bologna-Roma        | 0-1           | 11 apr.       |
| 13 dic.      | 1-3          | Cagliari-Inter      | 0-1           | 11 apr.       |
| 12 dic.      | 4-1          | Crotone-Spezia      | 2-3           | 10 apr.       |
| 13 dic.      | 1-3          | Genoa-Juventus      | 1-3           | 11 apr.       |
| 12 dic.      | 1-2          | Lazio-Verona        | 1-0           | 11 apr.       |
| 13 dic.      | 2-2          | Milan-Parma         | 3-1           | 10 apr.       |
| 13 dic.      | 2-1          | Napoli-Sampdoria    | 2-0           | 11 apr.       |
| 11 dic.      | 1-0          | Sassuolo-Benevento  | 1-0           | 12 apr.       |
| 12 dic.      | 2-3          | Torino-Udinese      | 1-0           | 10 apr.       |

| andata (12ª) | andata (12ª) | 12ª giornata        | ritorno (31ª) | ritorno (31ª) |
|              |              |                     |               |               |
| 15 dic.      | 1-1          | Benevento-Lazio     | 3-5           | 18 apr.       |
| 16 dic.      | 1-1          | Fiorentina-Sassuolo | 1-3           | 17 apr.       |
| 16 dic.      | 2-2          | Genoa-Milan         | 1-2           | 18 apr.       |
| 16 dic.      | 1-0          | Inter-Napoli        | 1-1           | 18 apr.       |
| 16 dic.      | 1-1          | Juventus-Atalanta   | 0-1           | 18 apr.       |
| 16 dic.      | 0-0          | Parma-Cagliari      | 3-4           | 17 apr.       |
| 17 dic.      | 3-1          | Roma-Torino         | 1-3           | 18 apr.       |
| 16 dic.      | 2-2          | Spezia-Bologna      | 1-4           | 18 apr.       |
| 15 dic.      | 0-0          | Udinese-Crotone     | 2-1           | 17 apr.       |
| 16 dic.      | 1-2          | Verona-Sampdoria    | 1-3           | 17 apr.       |

| andata (13ª) | andata (13ª) | 13ª giornata      | ritorno (32ª) | ritorno (32ª) |
|              |              |                   |               |               |
| 20 dic.      | 4-1          | Atalanta-Roma     | 1-1           | 22 apr.       |
| 20 dic.      | 2-0          | Benevento-Genoa   | 2-2           | 21 apr.       |
| 20 dic.      | 1-1          | Cagliari-Udinese  | 1-0           | 21 apr.       |
| 19 dic.      | 1-1          | Fiorentina-Verona | 2-1           | 20 apr.       |
| 20 dic.      | 2-1          | Inter-Spezia      | 1-1           | 21 apr.       |
| 20 dic.      | 2-0          | Lazio-Napoli      | 2-5           | 22 apr.       |
| 19 dic.      | 0-4          | Parma-Juventus    | 1-3           | 21 apr.       |
| 19 dic.      | 3-1          | Sampdoria-Crotone | 1-0           | 21 apr.       |
| 20 dic.      | 1-2          | Sassuolo-Milan    | 2-1           | 21 apr.       |
| 20 dic.      | 1-1          | Torino-Bologna    | 1-1           | 21 apr.       |

| andata (14ª) | andata (14ª) | 14ª giornata        | ritorno (33ª) | ritorno (33ª) |
|              |              |                     |               |               |
| 23 dic.      | 2-2          | Bologna-Atalanta    | 0-5           | 25 apr.       |
| 22 dic.      | 2-1          | Crotone-Parma       | 4-3           | 24 apr.       |
| 22 dic.      | 0-3          | Juventus-Fiorentina | 1-1           | 25 apr.       |
| 23 dic.      | 3-2          | Milan-Lazio         | 0-3           | 26 apr.       |
| 23 dic.      | 1-1          | Napoli-Torino       | 2-0           | 26 apr.       |
| 23 dic.      | 3-2          | Roma-Cagliari       | 2-3           | 25 apr.       |
| 23 dic.      | 2-3          | Sampdoria-Sassuolo  | 0-1           | 24 apr.       |
| 23 dic.      | 1-2          | Spezia-Genoa        | 0-2           | 24 apr.       |
| 23 dic.      | 0-2          | Udinese-Benevento   | 4-2           | 25 apr.       |
| 23 dic.      | 1-2          | Verona-Inter        | 0-1           | 25 apr.       |

| andata (13ª) | andata (13ª) | 13ª giornata      | ritorno (32ª) | ritorno (32ª) |
|              |              |                   |               |               |
| 20 dic.      | 4-1          | Atalanta-Roma     | 1-1           | 22 apr.       |
| 20 dic.      | 2-0          | Benevento-Genoa   | 2-2           | 21 apr.       |
| 20 dic.      | 1-1          | Cagliari-Udinese  | 1-0           | 21 apr.       |
| 19 dic.      | 1-1          | Fiorentina-Verona | 2-1           | 20 apr.       |
| 20 dic.      | 2-1          | Inter-Spezia      | 1-1           | 21 apr.       |
| 20 dic.      | 2-0          | Lazio-Napoli      | 2-5           | 22 apr.       |
| 19 dic.      | 0-4          | Parma-Juventus    | 1-3           | 21 apr.       |
| 19 dic.      | 3-1          | Sampdoria-Crotone | 1-0           | 21 apr.       |
| 20 dic.      | 1-2          | Sassuolo-Milan    | 2-1           | 21 apr.       |
| 20 dic.      | 1-1          | Torino-Bologna    | 1-1           | 21 apr.       |

| andata (14ª) | andata (14ª) | 14ª giornata        | ritorno (33ª) | ritorno (33ª) |
|              |              |                     |               |               |
| 23 dic.      | 2-2          | Bologna-Atalanta    | 0-5           | 25 apr.       |
| 22 dic.      | 2-1          | Crotone-Parma       | 4-3           | 24 apr.       |
| 22 dic.      | 0-3          | Juventus-Fiorentina | 1-1           | 25 apr.       |
| 23 dic.      | 3-2          | Milan-Lazio         | 0-3           | 26 apr.       |
| 23 dic.      | 1-1          | Napoli-Torino       | 2-0           | 26 apr.       |
| 23 dic.      | 3-2          | Roma-Cagliari       | 2-3           | 25 apr.       |
| 23 dic.      | 2-3          | Sampdoria-Sassuolo  | 0-1           | 24 apr.       |
| 23 dic.      | 1-2          | Spezia-Genoa        | 0-2           | 24 apr.       |
| 23 dic.      | 0-2          | Udinese-Benevento   | 4-2           | 25 apr.       |
| 23 dic.      | 1-2          | Verona-Inter        | 0-1           | 25 apr.       |

| andata (15ª) | andata (15ª) | 15ª giornata       | ritorno (34ª) | ritorno (34ª) |
|              |              |                    |               |               |
| 3 gen.       | 5-1          | Atalanta-Sassuolo  | 1-1           | 2 mag.        |
| 3 gen.       | 0-2          | Benevento-Milan    | 0-2           | 1º mag.       |
| 3 gen.       | 1-4          | Cagliari-Napoli    | 1-1           | 2 mag.        |
| 3 gen.       | 0-0          | Fiorentina-Bologna | 3-3           | 2 mag.        |
| 3 gen.       | 1-1          | Genoa-Lazio        | 3-4           | 2 mag.        |
| 3 gen.       | 6-2          | Inter-Crotone      | 2-0           | 1º mag.       |
| 3 gen.       | 4-1          | Juventus-Udinese   | 2-1           | 2 mag.        |
| 3 gen.       | 0-3          | Parma-Torino       | 0-1           | 3 mag.        |
| 3 gen.       | 1-0          | Roma-Sampdoria     | 0-2           | 2 mag.        |
| 3 gen.       | 0-1          | Spezia-Verona      | 1-1           | 1º mag.       |

| andata (16ª) | andata (16ª) | 16ª giornata       | ritorno (35ª) | ritorno (35ª) |
|              |              |                    |               |               |
| 6 gen.       | 3-0          | Atalanta-Parma     | 5-2           | 9 mag.        |
| 6 gen.       | 2-2          | Bologna-Udinese    | 1-1           | 8 mag.        |
| 6 gen.       | 1-2          | Cagliari-Benevento | 3-1           | 9 mag.        |
| 6 gen.       | 1-3          | Crotone-Roma       | 0-5           | 9 mag.        |
| 6 gen.       | 2-1          | Lazio-Fiorentina   | 0-2           | 8 mag.        |
| 6 gen.       | 1-3          | Milan-Juventus     | 3-0           | 9 mag.        |
| 6 gen.       | 1-2          | Napoli-Spezia      | 4-1           | 8 mag.        |
| 6 gen.       | 2-1          | Sampdoria-Inter    | 1-5           | 8 mag.        |
| 6 gen.       | 2-1          | Sassuolo-Genoa     | 2-1           | 9 mag.        |
| 6 gen.       | 1-1          | Torino-Verona      | 1-1           | 9 mag.        |

| andata (15ª) | andata (15ª) | 15ª giornata       | ritorno (34ª) | ritorno (34ª) |
|              |              |                    |               |               |
| 3 gen.       | 5-1          | Atalanta-Sassuolo  | 1-1           | 2 mag.        |
| 3 gen.       | 0-2          | Benevento-Milan    | 0-2           | 1º mag.       |
| 3 gen.       | 1-4          | Cagliari-Napoli    | 1-1           | 2 mag.        |
| 3 gen.       | 0-0          | Fiorentina-Bologna | 3-3           | 2 mag.        |
| 3 gen.       | 1-1          | Genoa-Lazio        | 3-4           | 2 mag.        |
| 3 gen.       | 6-2          | Inter-Crotone      | 2-0           | 1º mag.       |
| 3 gen.       | 4-1          | Juventus-Udinese   | 2-1           | 2 mag.        |
| 3 gen.       | 0-3          | Parma-Torino       | 0-1           | 3 mag.        |
| 3 gen.       | 1-0          | Roma-Sampdoria     | 0-2           | 2 mag.        |
| 3 gen.       | 0-1          | Spezia-Verona      | 1-1           | 1º mag.       |

| andata (16ª) | andata (16ª) | 16ª giornata       | ritorno (35ª) | ritorno (35ª) |
|              |              |                    |               |               |
| 6 gen.       | 3-0          | Atalanta-Parma     | 5-2           | 9 mag.        |
| 6 gen.       | 2-2          | Bologna-Udinese    | 1-1           | 8 mag.        |
| 6 gen.       | 1-2          | Cagliari-Benevento | 3-1           | 9 mag.        |
| 6 gen.       | 1-3          | Crotone-Roma       | 0-5           | 9 mag.        |
| 6 gen.       | 2-1          | Lazio-Fiorentina   | 0-2           | 8 mag.        |
| 6 gen.       | 1-3          | Milan-Juventus     | 3-0           | 9 mag.        |
| 6 gen.       | 1-2          | Napoli-Spezia      | 4-1           | 8 mag.        |
| 6 gen.       | 2-1          | Sampdoria-Inter    | 1-5           | 8 mag.        |
| 6 gen.       | 2-1          | Sassuolo-Genoa     | 2-1           | 9 mag.        |
| 6 gen.       | 1-1          | Torino-Verona      | 1-1           | 9 mag.        |

| andata (17ª) | andata (17ª) | 17ª giornata        | ritorno (36ª) | ritorno (36ª) |
|              |              |                     |               |               |
| 9 gen.       | 1-4          | Benevento-Atalanta  | 0-2           | 12 mag.       |
| 10 gen.      | 1-0          | Fiorentina-Cagliari | 0-0           | 12 mag.       |
| 9 gen.       | 2-0          | Genoa-Bologna       | 2-0           | 12 mag.       |
| 10 gen.      | 3-1          | Juventus-Sassuolo   | 3-1           | 12 mag.       |
| 9 gen.       | 2-0          | Milan-Torino        | 7-0           | 12 mag.       |
| 10 gen.      | 0-2          | Parma-Lazio         | 0-1           | 12 mag.       |
| 10 gen.      | 2-2          | Roma-Inter          | 1-3           | 12 mag.       |
| 11 gen.      | 2-1          | Spezia-Sampdoria    | 2-2           | 12 mag.       |
| 10 gen.      | 1-2          | Udinese-Napoli      | 1-5           | 11 mag.       |
| 10 gen.      | 2-1          | Verona-Crotone      | 1-2           | 13 mag.       |

| andata (18ª) | andata (18ª) | 18ª giornata      | ritorno (37ª) | ritorno (37ª) |
|              |              |                   |               |               |
| 17 gen.      | 0-0          | Atalanta-Genoa    | 4-3           | 15 mag.       |
| 16 gen.      | 1-0          | Bologna-Verona    | 2-2           | 17 mag.       |
| 18 gen.      | 0-2          | Cagliari-Milan    | 0-0           | 16 mag.       |
| 17 gen.      | 4-1          | Crotone-Benevento | 1-1           | 16 mag.       |
| 17 gen.      | 2-0          | Inter-Juventus    | 2-3           | 15 mag.       |
| 15 gen.      | 3-0          | Lazio-Roma        | 0-2           | 15 mag.       |
| 17 gen.      | 6-0          | Napoli-Fiorentina | 2-0           | 16 mag.       |
| 16 gen.      | 2-1          | Sampdoria-Udinese | 1-0           | 16 mag.       |
| 17 gen.      | 1-1          | Sassuolo-Parma    | 3-1           | 16 mag.       |
| 16 gen.      | 0-0          | Torino-Spezia     | 1-4           | 15 mag.       |

| andata (17ª) | andata (17ª) | 17ª giornata        | ritorno (36ª) | ritorno (36ª) |
|              |              |                     |               |               |
| 9 gen.       | 1-4          | Benevento-Atalanta  | 0-2           | 12 mag.       |
| 10 gen.      | 1-0          | Fiorentina-Cagliari | 0-0           | 12 mag.       |
| 9 gen.       | 2-0          | Genoa-Bologna       | 2-0           | 12 mag.       |
| 10 gen.      | 3-1          | Juventus-Sassuolo   | 3-1           | 12 mag.       |
| 9 gen.       | 2-0          | Milan-Torino        | 7-0           | 12 mag.       |
| 10 gen.      | 0-2          | Parma-Lazio         | 0-1           | 12 mag.       |
| 10 gen.      | 2-2          | Roma-Inter          | 1-3           | 12 mag.       |
| 11 gen.      | 2-1          | Spezia-Sampdoria    | 2-2           | 12 mag.       |
| 10 gen.      | 1-2          | Udinese-Napoli      | 1-5           | 11 mag.       |
| 10 gen.      | 2-1          | Verona-Crotone      | 1-2           | 13 mag.       |

| andata (18ª) | andata (18ª) | 18ª giornata      | ritorno (37ª) | ritorno (37ª) |
|              |              |                   |               |               |
| 17 gen.      | 0-0          | Atalanta-Genoa    | 4-3           | 15 mag.       |
| 16 gen.      | 1-0          | Bologna-Verona    | 2-2           | 17 mag.       |
| 18 gen.      | 0-2          | Cagliari-Milan    | 0-0           | 16 mag.       |
| 17 gen.      | 4-1          | Crotone-Benevento | 1-1           | 16 mag.       |
| 17 gen.      | 2-0          | Inter-Juventus    | 2-3           | 15 mag.       |
| 15 gen.      | 3-0          | Lazio-Roma        | 0-2           | 15 mag.       |
| 17 gen.      | 6-0          | Napoli-Fiorentina | 2-0           | 16 mag.       |
| 16 gen.      | 2-1          | Sampdoria-Udinese | 1-0           | 16 mag.       |
| 17 gen.      | 1-1          | Sassuolo-Parma    | 3-1           | 16 mag.       |
| 16 gen.      | 0-0          | Torino-Spezia     | 1-4           | 15 mag.       |

| \| andata (19ª) \| andata (19ª) \| 19ª giornata \| ritorno (38ª) \| ritorno (38ª) \| \| \| \| \| \| \| \| 22 gen. \| 2-2 \| Benevento-Torino \| 1-1 \| 23 mag. \| \| 23 gen. \| 2-1 \| Fiorentina-Crotone \| 0-0 \| 22 mag. \| \| 24 gen. \| 1-0 \| Genoa-Cagliari \| 1-0 \| 22 mag. \| \| 24 gen. \| 2-0 \| Juventus-Bologna \| 4-1 \| 23 mag. \| \| 24 gen. \| 2-1 \| Lazio-Sassuolo \| 0-2 \| 23 mag. \| \| 23 gen. \| 0-3 \| Milan-Atalanta \| 2-0 \| 23 mag. \| \| 24 gen. \| 0-2 \| Parma-Sampdoria \| 0-3 \| 22 mag. \| \| 23 gen. \| 4-3 \| Roma-Spezia \| 2-2 \| 23 mag. \| \| 23 gen. \| 0-0 \| Udinese-Inter \| 1-5 \| 23 mag. \| \| 24 gen. \| 3-1 \| Verona-Napoli \| 1-1 \| 23 mag. \| |              |                    |               |               |
| andata (19ª) | andata (19ª) | 19ª giornata       | ritorno (38ª) | ritorno (38ª) |
| |              |                    |               |               |
| 22 gen. | 2-2          | Benevento-Torino   | 1-1           | 23 mag.       |
| 23 gen. | 2-1          | Fiorentina-Crotone | 0-0           | 22 mag.       |
| 24 gen. | 1-0          | Genoa-Cagliari     | 1-0           | 22 mag.       |
| 24 gen. | 2-0          | Juventus-Bologna   | 4-1           | 23 mag.       |
| 24 gen. | 2-1          | Lazio-Sassuolo     | 0-2           | 23 mag.       |
| 23 gen. | 0-3          | Milan-Atalanta     | 2-0           | 23 mag.       |
| 24 gen. | 0-2          | Parma-Sampdoria    | 0-3           | 22 mag.       |
| 23 gen. | 4-3          | Roma-Spezia        | 2-2           | 23 mag.       |
| 23 gen. | 0-0          | Udinese-Inter      | 1-5           | 23 mag.       |
| 24 gen. | 3-1          | Verona-Napoli      | 1-1           | 23 mag.       |

| andata (19ª) | andata (19ª) | 19ª giornata       | ritorno (38ª) | ritorno (38ª) |
|              |              |                    |               |               |
| 22 gen.      | 2-2          | Benevento-Torino   | 1-1           | 23 mag.       |
| 23 gen.      | 2-1          | Fiorentina-Crotone | 0-0           | 22 mag.       |
| 24 gen.      | 1-0          | Genoa-Cagliari     | 1-0           | 22 mag.       |
| 24 gen.      | 2-0          | Juventus-Bologna   | 4-1           | 23 mag.       |
| 24 gen.      | 2-1          | Lazio-Sassuolo     | 0-2           | 23 mag.       |
| 23 gen.      | 0-3          | Milan-Atalanta     | 2-0           | 23 mag.       |
| 24 gen.      | 0-2          | Parma-Sampdoria    | 0-3           | 22 mag.       |
| 23 gen.      | 4-3          | Roma-Spezia        | 2-2           | 23 mag.       |
| 23 gen.      | 0-0          | Udinese-Inter      | 1-5           | 23 mag.       |
| 24 gen.      | 3-1          | Verona-Napoli      | 1-1           | 23 mag.       |

## Statistiche

### Squadre

#### Capoliste solitarie
|    | —— | —— | ——    | ——    | ——    | ——    | ——    | ——    | ——    | ——    | ——    | ——    | ——    | ——    | ——    | ——    | ——    | ——    | ——    | ——    | ——    | ——    | ——    | ——    | ——    | ——    | ——    | ——    | ——    | ——    | ——    | ——    | ——    | ——    | ——    | ——    | ——    | —— |  |
|    |    |    | Milan | Milan | Milan | Milan | Milan | Milan | Milan | Milan | Milan | Milan | Milan | Milan | Milan | Milan | Milan | Milan | Milan | Milan | Inter | Inter | Inter | Inter | Inter | Inter | Inter | Inter | Inter | Inter | Inter | Inter | Inter | Inter | Inter | Inter | Inter |    |  |
|    |    |    |       |       |       |       |       |       |       |       |       |       |       |       |       |       |       |       |       |       |       |       |       |       |       |       |       |       |       |       |       |       |       |       |       |       |       |    |  |
|    |    |    |       |       |       |       |       |       |       |       |       |       |       |       |       |       |       |       |       |       |       |       |       |       |       |       |       |       |       |       |       |       |       |       |       |       |       |    |  |
| 1ª | 2ª | 3ª | 4ª    | 5ª    | 6ª    | 7ª    | 8ª    | 9ª    | 10ª   | 11ª   | 12ª   | 13ª   | 14ª   | 15ª   | 16ª   | 17ª   | 18ª   | 19ª   | 20ª   | 21ª   | 22ª   | 23ª   | 24ª   | 25ª   | 26ª   | 27ª   | 28ª   | 29ª   | 30ª   | 31ª   | 32ª   | 33ª   | 34ª   | 35ª   | 36ª   | 37ª   | 38ª   |    |  |

#### Classifica in divenire
|            | 1ª | 2ª | 3ª | 4ª | 5ª | 6ª | 7ª | 8ª | 9ª | 10ª | 11ª | 12ª | 13ª | 14ª | 15ª | 16ª | 17ª | 18ª | 19ª | 20ª | 21ª | 22ª | 23ª | 24ª | 25ª | 26ª | 27ª | 28ª | 29ª | 30ª | 31ª | 32ª | 33ª | 34ª | 35ª | 36ª | 37ª | 38ª |
|            |    |    |    |    |    |    |    |    |    |     |     |     |     |     |     |     |     |     |     |     |     |     |     |     |     |     |     |     |     |     |     |     |     |     |     |     |     |     |
| ---------- | -- | -- | -- | -- | -- | -- | -- | -- | -- | --- | --- | --- | --- | --- | --- | --- | --- | --- | --- | --- | --- | --- | --- | --- | --- | --- | --- | --- | --- | --- | --- | --- | --- | --- | --- | --- | --- | --- |
| Atalanta   | 0* | 3  | 9* | 9  | 9  | 12 | 13 | 14 | 14 | 14* | 17  | 18  | 21  | 22  | 25  | 28  | 31  | 32  | 36* | 36  | 37  | 40  | 43  | 46  | 49  | 49  | 52  | 55  | 58  | 61  | 64  | 65  | 68  | 69  | 72  | 75  | 78  | 78  |
| Benevento  | 0  | 3  | 6  | 6  | 6  | 6  | 6  | 9  | 10 | 11  | 11  | 12  | 15  | 18  | 18  | 21  | 21  | 21  | 22  | 22  | 23  | 24  | 25  | 25  | 25  | 26  | 26  | 29  | 30  | 30  | 30  | 31  | 31  | 31  | 31  | 31  | 32  | 33  |
| Bologna    | 0  | 3  | 3  | 3  | 3  | 6  | 6  | 9  | 12 | 12  | 12  | 13  | 14  | 15  | 16  | 17  | 17  | 20  | 20  | 20  | 23  | 24  | 25  | 28  | 28  | 28  | 31  | 34  | 34  | 34  | 37  | 38  | 38  | 39  | 40  | 40  | 41  | 41  |
| Cagliari   | 1  | 1  | 1  | 4  | 7  | 7  | 10 | 10 | 11 | 12  | 12  | 13  | 14  | 14  | 14  | 14  | 14  | 14  | 14  | 15  | 15  | 15  | 15  | 18  | 21  | 22  | 22  | 22  | 22  | 22  | 25  | 28  | 31  | 32  | 35  | 36  | 37  | 37  |
| Crotone    | 0  | 0  | 0  | 1  | 1  | 1  | 2  | 2  | 2  | 2   | 5   | 6   | 6   | 9   | 9   | 9   | 9   | 12  | 12  | 12  | 12  | 12  | 12  | 12  | 12  | 15  | 15  | 15  | 15  | 15  | 15  | 15  | 18  | 18  | 18  | 21  | 22  | 23  |
| Fiorentina | 3  | 3  | 3  | 4  | 7  | 7  | 8  | 8  | 8  | 9   | 9   | 10  | 11  | 14  | 15  | 15  | 18  | 18  | 21  | 22  | 22  | 22  | 25  | 25  | 25  | 26  | 29  | 29  | 30  | 30  | 30  | 33  | 34  | 35  | 38  | 39  | 39  | 40  |
| Genoa      | 3  | 3  | 3  | 4  | 4  | 5  | 5  | 5  | 5  | 6   | 6   | 7   | 7   | 10  | 11  | 11  | 14  | 15  | 18  | 21  | 24  | 25  | 26  | 26  | 27  | 27  | 28  | 31  | 32  | 32  | 32  | 33  | 36  | 36  | 36  | 39  | 39  | 42  |
| Inter      | 0* | 3  | 7* | 7  | 10 | 11 | 12 | 15 | 18 | 21  | 24  | 27  | 30  | 33  | 36  | 36  | 37  | 40  | 41  | 44  | 47  | 50  | 53  | 56  | 59  | 62  | 65  | 65* | 68  | 74* | 75  | 76  | 79  | 82  | 85  | 88  | 88  | 91  |
| Juventus   | 3  | 4  | 4* | 5  | 6  | 9  | 10 | 13 | 14 | 17  | 20  | 21  | 24  | 24  | 27  | 30  | 33  | 33  | 36  | 39  | 42  | 42  | 45  | 46  | 49  | 52  | 55  | 55  | 56  | 62* | 62  | 65  | 66  | 69  | 69  | 72  | 75  | 78  |
| Lazio      | 0  | 3  | 4  | 4  | 7  | 10 | 11 | 14 | 14 | 17  | 17  | 18  | 21  | 21  | 22  | 25  | 28  | 31  | 34  | 37  | 40  | 40  | 43  | 43  | 43* | 43  | 46  | 49  | 52  | 55  | 58  | 58  | 61  | 64  | 64  | 67  | 67  | 68* |
| Milan      | 3  | 6  | 9  | 12 | 13 | 16 | 17 | 20 | 23 | 26  | 27  | 28  | 31  | 34  | 37  | 37  | 40  | 43  | 43  | 46  | 49  | 49  | 49  | 52  | 53  | 56  | 56  | 59  | 60  | 63  | 66  | 66  | 66  | 69  | 72  | 75  | 76  | 79  |
| Napoli     | 3  | 6  | 6  | 9  | 12 | 12 | 15 | 15 | 18 | 21  | 24  | 24  | 24  | 25  | 28  | 28  | 31  | 34  | 34  | 37  | 37  | 40  | 40  | 43  | 44  | 47  | 50  | 53  | 56  | 59  | 60  | 63  | 66  | 67  | 70  | 73  | 76  | 77  |
| Parma      | 0  | 0  | 3  | 3  | 4  | 5  | 6  | 6  | 9  | 10  | 11  | 12  | 12  | 12  | 12  | 12  | 12  | 13  | 13  | 13  | 13  | 13  | 14  | 15  | 15  | 16  | 19  | 19  | 20  | 20  | 20  | 20  | 20  | 20  | 20  | 20  | 20  | 20  |
| Roma       | 0  | 1  | 4  | 7  | 8  | 11 | 14 | 17 | 17 | 18  | 21  | 24  | 24  | 27  | 30  | 33  | 34  | 34  | 37  | 40  | 40  | 43  | 44  | 44  | 47  | 50  | 50  | 50  | 51  | 54  | 54  | 55  | 55  | 55  | 58  | 58  | 61  | 62  |
| Sampdoria  | 0  | 0  | 3  | 6  | 9  | 10 | 10 | 10 | 11 | 11  | 11  | 14  | 17  | 17  | 17  | 20  | 20  | 23  | 26  | 26  | 27  | 30  | 30  | 30  | 31  | 32  | 32  | 35  | 36  | 36  | 39  | 42  | 42  | 45  | 45  | 46  | 49  | 52  |
| Sassuolo   | 1  | 4  | 7  | 10 | 11 | 14 | 15 | 18 | 18 | 19  | 22  | 23  | 23  | 26  | 26  | 29  | 29  | 30  | 30  | 31  | 31  | 34  | 35  | 35  | 36  | 36  | 39  | 39  | 40  | 43  | 46  | 49  | 52  | 53  | 56  | 56  | 59  | 62  |
| Spezia     | 0* | 0  | 3* | 4  | 5  | 5  | 8  | 9  | 10 | 10  | 10  | 11  | 11  | 11  | 11  | 14  | 17  | 18  | 18  | 18  | 21  | 24  | 24  | 25  | 25  | 26  | 26  | 29  | 29  | 32  | 32  | 33  | 33  | 34  | 34  | 35  | 38  | 39  |
| Torino     | 0  | 0  | 0* | 0  | 1  | 1  | 5* | 5  | 6  | 6   | 6   | 6   | 7   | 8   | 11  | 12  | 12  | 13  | 14  | 15  | 16  | 17  | 20  | 20* | 20* | 20  | 20  | 23* | 24  | 27  | 30  | 31  | 31  | 34  | 35  | 35  | 35  | 37* |
| Udinese    | 0  | 0  | 0  | 3  | 3  | 3  | 4  | 7  | 10 | 10* | 13  | 14  | 15  | 15  | 15  | 16  | 16  | 16  | 18* | 21  | 24  | 24  | 25  | 28  | 29  | 32  | 33  | 33  | 33  | 33  | 36  | 36  | 39  | 39  | 40  | 40  | 40  | 40  |
| Verona     | 3  | 6  | 6  | 7  | 8  | 11 | 12 | 12 | 15 | 16  | 19  | 19  | 20  | 20  | 23  | 24  | 27  | 27  | 30  | 30  | 30  | 33  | 34  | 35  | 38  | 38  | 38  | 38  | 41  | 41  | 41  | 41  | 41  | 42  | 43  | 43  | 44  | 45  |

NOTA: l'asterisco indica che l'incontro è stato rinviato o sospeso ed è presente sia in corrispondenza del turno rinviato sia in corrispondenza del turno immediatamente successivo al recupero: esso serve a segnalare che, nella stessa giornata successiva al recupero, la formazione vincente dispone di un punteggio maggiore. L'asterisco non compare con la squadra che esce sconfitta dal recupero (né in corrispondenza del rinvio, né per il recupero stesso), invece è da usare con entrambe le squadre se il recupero termina con un pareggio: in caso di pareggio o vittoria nella partita del recupero, può comportare un incremento potenziale "anomalo" (cioè di 2 punti o superiore ai 3 punti) nella giornata seguente dove il punteggio terrà conto di entrambe le partite (quella recuperata nel turno precedente e quella regolarmente giocata nel turno successivo: pareggio-pareggio = 2 punti; pareggio-vittoria o vittoria-pareggio = 4 punti; vittoria-vittoria = 6 punti). Si prenda l'esempio della terza giornata dell'Atalanta, che ha recuperato la 1ª giornata tra la 2ª e la 3ª e poi giocato regolarmente la 3ª giornata vincendole entrambe, perciò il suo punteggio è salito da 3 a 9 punti "in un solo turno".

#### Classifiche di rendimento

##### Rendimento andata-ritorno
| Andata     | Andata | Ritorno    | Ritorno |
|            |        |            |         |
| Milan      | 43     | Inter      | 50      |
| Inter      | 41     | Napoli     | 43      |
| Juventus   | 39     | Atalanta   | 42      |
| Roma       | 37     | Juventus   | 39      |
| Atalanta   | 36     | Milan      | 36      |
| Lazio      | 34     | Lazio      | 34      |
| Napoli     | 34     | Sassuolo   | 32      |
| Sassuolo   | 30     | Sampdoria  | 26      |
| Verona     | 30     | Roma       | 25      |
| Sampdoria  | 26     | Genoa      | 24      |
| Benevento  | 22     | Torino     | 23      |
| Fiorentina | 21     | Cagliari   | 23      |
| Bologna    | 20     | Udinese    | 22      |
| Spezia     | 18     | Bologna    | 21      |
| Genoa      | 18     | Spezia     | 21      |
| Udinese    | 18     | Fiorentina | 19      |
| Cagliari   | 14     | Verona     | 15      |
| Torino     | 14     | Benevento  | 11      |
| Parma      | 13     | Crotone    | 11      |
| Crotone    | 12     | Parma      | 7       |

##### Rendimento casa-trasferta
| Casa       | Casa | Trasferta  | Trasferta |
|            |      |            |           |
| Inter      | 52   | Milan      | 49        |
| Juventus   | 44   | Inter      | 39        |
| Roma       | 43   | Atalanta   | 39        |
| Lazio      | 42   | Napoli     | 37        |
| Napoli     | 40   | Juventus   | 34        |
| Atalanta   | 39   | Sassuolo   | 33        |
| Milan      | 30   | Lazio      | 26        |
| Sampdoria  | 30   | Sampdoria  | 22        |
| Sassuolo   | 29   | Udinese    | 21        |
| Bologna    | 26   | Verona     | 21        |
| Fiorentina | 24   | Benevento  | 20        |
| Verona     | 24   | Genoa      | 20        |
| Genoa      | 22   | Torino     | 19        |
| Spezia     | 22   | Roma       | 19        |
| Cagliari   | 19   | Cagliari   | 18        |
| Udinese    | 19   | Spezia     | 17        |
| Torino     | 18   | Fiorentina | 16        |
| Crotone    | 17   | Bologna    | 15        |
| Benevento  | 13   | Parma      | 9         |
| Parma      | 11   | Crotone    | 6         |

#### Primati stagionali
Squadre
- Maggior numero di vittorie: Inter (28)
- Maggior numero di pareggi: Torino (16)
- Maggior numero di sconfitte: Crotone (27)
- Minor numero di vittorie: Parma (3)
- Minor numero di pareggi: Crotone, Lazio e Napoli (5)
- Minor numero di sconfitte: Inter (3)
- Miglior attacco: Atalanta (90 gol fatti)
- Peggior attacco: Parma (39 gol fatti)
- Miglior difesa: Inter (35 gol subiti)
- Peggior difesa: Crotone (92 gol subiti)
- Miglior differenza reti: Inter (+54)
- Peggior differenza reti: Crotone (-47)
- Miglior serie positiva: Inter (20, 17ª-36ª giornata)
- Peggior serie negativa: Parma (9, 30ª-38ª giornata)
- Maggior numero di vittorie consecutive: Inter (11, 20ª-30ª giornata)

Partite
- Partita con più gol: Inter-Crotone 6-2 (8, 15ª giornata) e Lazio-Benevento 5-3 (8, 31ª giornata)
- Maggior scarto di gol: Torino-Milan 0-7 (7, 36ª giornata)
- Maggior numero di reti in una giornata: 43 (2ª giornata)
- Maggior numero di espulsioni in una giornata: 4 (12ª e 29ª giornata)

Record
- In occasione dell'incontro della 13ª giornata tra Sassuolo e Milan, il calciatore rossonero Rafael Leão ha realizzato la rete più veloce della storia della Serie A, in 6,76 secondi.[123]
- In occasione dell'incontro della 38ª giornata tra Atalanta e Milan, grazie ai due rigori assegnati, i rossoneri hanno fatto segnare il record di rigori ottenuti a favore in un campionato di Serie A (20). Il precedente record era stato fissato dalla Lazio la stagione precedente (18).[124]
- In occasione dell'incontro della 38ª giornata tra Atalanta e Milan, vinto 2-0 dai rossoneri, questi ultimi hanno stabilito il record nei top 5 campionati europei di 16 vittorie in trasferta eguagliando il Real Madrid (2011-2012) e il Manchester City (2017-2018).

### Individuali

#### Classifica marcatori
| Gol | Rigori |  | Giocatore          | Squadra    |
| --- | ------ |  | ------------------ | ---------- |
| 29  | 6      |  | Cristiano Ronaldo  | Juventus   |
| 24  | 6      |  | Romelu Lukaku      | Inter      |
| 22  | 2      |  | Luis Muriel        | Atalanta   |
| 21  | 6      |  | Dušan Vlahović     | Fiorentina |
| 20  | 4      |  | Ciro Immobile      | Lazio      |
| 20  | 8      |  | Simy               | Crotone    |
| 19  | 7      |  | Lorenzo Insigne    | Napoli     |
| 17  | 2      |  | Lautaro Martínez   | Inter      |
| 17  | 7      |  | Domenico Berardi   | Sassuolo   |
| 16  | 4      |  | João Pedro         | Cagliari   |
| 15  | 1      |  | Duván Zapata       | Atalanta   |
| 15  | 3      |  | Zlatan Ibrahimović | Milan      |
| 13  | 1      |  | Henrix Mxit'aryan  | Roma       |
| 13  | 2      |  | Fabio Quagliarella | Sampdoria  |
| 13  | 4      |  | Andrea Belotti     | Torino     |
| 13  | 11     |  | Franck Kessié      | Milan      |

#### MVP del mese
Di seguito i vincitori.
| Mese      | Giocatore               | Squadra  |
| --------- | ----------------------- | -------- |
| Settembre | Alejandro Gómez         | Atalanta |
| Ottobre   | Zlatan Ibrahimović      | Milan    |
| Novembre  | Cristiano Ronaldo       | Juventus |
| Dicembre  | Hakan Çalhanoğlu        | Milan    |
| Gennaio   | Sergej Milinković-Savić | Lazio    |
| Febbraio  | Romelu Lukaku           | Inter    |
| Marzo     | Lorenzo Insigne         | Napoli   |
| Aprile    | Luis Muriel             | Atalanta |
| Maggio    | Ruslan Malinovs'kyj     | Atalanta |

#### Premi individuali della Lega Serie A
Di seguito i vincitori.
| Premio                 | Giocatore            | Squadra    |
| ---------------------- | -------------------- | ---------- |
| Miglior Under 23       | Dušan Vlahović       | Fiorentina |
| Miglior portiere       | Gianluigi Donnarumma | Milan      |
| Miglior difensore      | Cristian Romero      | Atalanta   |
| Miglior centrocampista | Nicolò Barella       | Inter      |
| Miglior attaccante     | Cristiano Ronaldo    | Juventus   |
| Miglior giocatore      | Romelu Lukaku        | Inter      |